# Гонконгская кухня

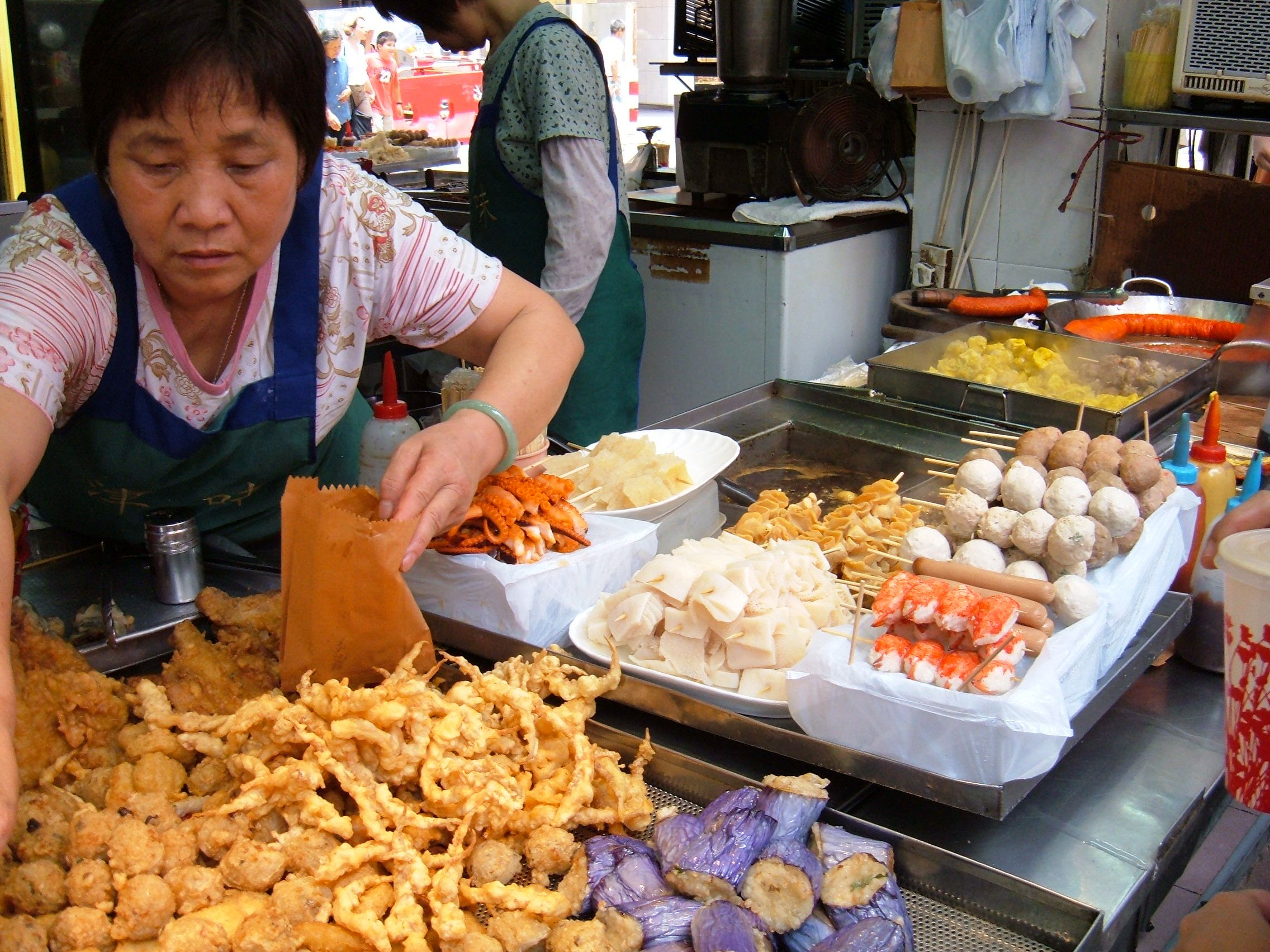
Типичное заведение с «уличной едой» в районе Козуэй-Бей

Гонконгская кухня — совокупность кулинарных традиций населения Гонконга. В городе преобладает общественное питание, чему во многом способствуют как занятость населения, так и особенности жилищ (из-за дороговизны недвижимости в Гонконге очень маленькие квартиры, во многих из них вообще нет кухонь). Большинство горожан предпочитает питаться в ресторанах и уличных закусочных, которых в Гонконге насчитывается более 14 тысяч. Представлены практически все кулинарные стили и течения, но преобладает кантонская кухня (юэцай), кулинарные традиции которой являются родными для большинства местного населения.
В период британского правления кантонская кухня синтезировала как европейские элементы, так и элементы других китайских и азиатских кухонь. В итоге в гонконгской кухне, при явном доминировании кантонских традиций, присутствуют элементы британской, американской, японской, индийской, пекинской, сычуаньской, и других кухонь мира, а также локальных кухонь крупнейших этнических групп Гонконга (чаошаньской кухни, распространённой среди чаошаньцев, кухни хакка, распространённой среди хакка, фуцзяньской кухни, распространённой среди хокло, и шанхайской кухни, распространённой среди шанхайцев).
Благодаря статусу международного финансового, транспортного и туристического центра Гонконг превратился в своеобразный гастрономический «инкубатор» и средоточие новых кулинарных веяний. Сюда за знаниями и идеями приезжают шеф-повара со всего мира, здесь часто проводятся гастрономические и пивные фестивали, выставки напитков и пищевых технологий. Многие туристические путеводители и кулинарные обозрения называют Гонконг «раем для гурманов» и «всемирной ярмаркой еды». Выбор колеблется от некоторых лучших заведений «уличной еды» Азии до фешенебельных ресторанов «высокой кухни», открытых знаменитыми шеф-поварами.

## История
С самого начала британского правления гонконгская кухня развивалась одновременно в нескольких направлениях: британцы и другие европейские поселенцы имели свои кулинарные традиции, прибывшие из Кантона рабочие и клерки — свои, а местные крестьяне и рыбаки — свои. Со временем многие китайские торговцы и судовладельцы разбогатели, и в Гонконге появилась потребность в изысканной еде. С конца XIX века в колонии стали открываться филиалы самых известных ресторанов Кантона, где подавали традиционные «восемь основных [блюд] и восемь закусок» (八大八小). Такой банкет стоил два серебряных ляна, что равнялось месячной зарплате клерка.
Для большинства простых китайцев рестораны были недосягаемой роскошью, они питались преимущественно дома либо в простых харчевнях вблизи работы. Основу рациона составляли рис, овощи, в том числе квашеная капуста, простые соусы, солёная и вяленая рыба. Мясо готовилось только по праздникам. Различные торжества, такие как день рождения и другие семейные праздники, отмечались дома.
Зажиточные европейцы питались отдельно от китайских нуворишей, нередко торжественные приёмы с обильными трапезами организовывались в особняках знати на пике Виктория, в закрытых джентльменских клубах вроде Гонконгского или в резиденции губернатора. Изысканная европейская кухня существовала и в ресторанах при роскошных отелях «Гонконг» и «Глостер».
Несмотря на открытие новых ресторанов, Гонконг долгое время отставал от Кантона в области гастрономии. Тогдашний Кантон считался столицей южнокитайской кухни, там обучалось большинство гонконгских шеф-поваров, среди которых даже бытовала поговорка «Поесть — это в Кантон» (食在廣州). Своего пика кулинарная культура Кантона достигла в 1920-х годах, когда набрали популярность такие блюда, как чашао (жареная свинина), рисовая каша по-кантонски (байчжоу) и тушёные акульи плавники (дасаньюань). В эти же годы до Гонконга докатилась кантонская культура димсама, в городе стали популярны кантонские деликатесы и «чайные дома» в кантонском стиле. В ходе гражданской войны и японской оккупации многие кантонские повара перебрались в Гонконг, что дало мощный толчок развитию местной кухни.
Вторая волна беженцев из Кантона осела в Гонконге после победы коммунистов в 1949 году. В Кантоне практически исчезла богатая публика, закрылись дорогие рестораны, и многие шеф-повара потянулись за своими клиентами в британскую колонию. Кроме них, в Гонконг бежало немало обеспеченных шанхайцев, что привело к появлению в колонии шанхайской кухни. С ростом благосостояния горожан многие рестораны стали ориентироваться на утренние чаепития ямча и свадебные банкеты. Конец строгой колониальной сегрегации привёл к тому, что европейцы стали знакомиться с китайской кухней, а китайцы — с западной. Яичные тарты и чай с молоком по-гонконгски стали частью кулинарной культуры Гонконга. Именно в 1950-е годы из синтеза кантонской и британской кухонь зародилась современная гонконгская кухня. Кроме того, в 1950-х годах в Гонконге появились высококлассные рестораны пекинской, шанхайской, сычуаньской, фуцзяньской, хунаньской и малайзийской кухонь.
В 1960-х годах в Гонконге установилась экономическая стабильность, особенно по сравнению с Китаем периода правления Мао Цзэдуна и военным положением на Тайване. К этому времени кантонская кухня Гонконга превзошла кухню самого Кантона (Гуанчжоу), где наблюдался длительный период стагнации. Возрастающее благосостояние населения родило спрос на качественную еду, большинство семей перестало готовить дома праздничные блюда и отдало предпочтение ресторанам. Повара, начинавшие свою карьеру в докоммунистических Кантоне и Шанхае, стали вводить в Гонконге элементы «высокой азиатской кухни». Всё меньше жителей Гонконга занималось сельским хозяйством, крестьяне вместо риса стали выращивать овощи, а также разводить свиней и уток. Морепродукты и дичь начали переходить в категорию деликатесов.
Гонконгские китайцы на волне процветания стали отходить от строгих канонов кантонской кухни и вводить в свой рацион новые продукты, например, спаржу и речных раков. В колонии широкое распространение получили мороженое, газированные напитки, кофе, пиво филиппинской марки San Miguel и китайской марки Tsingtao. С конца 1960-х годов в Гонконге стал активно развиваться фастфуд. В 1969 году первое заведение быстрого питания с современным декором открыла гонконгская сеть Café de Coral. Для местной публики было непривычным сочетание в меню кантонских куриных крылышек в соевом соусе и европейских сэндвичей. В 1971 году свой ресторан фастфуда открыла гонконгская сеть Maxim’s, в 1975 году на рынок колонии вышла американская сеть McDonald’s, за которой последовали KFC и Burger King.
Рестораны западного формата привлекали посетителей кондиционированным воздухом и кулинарными новинками — супом-пюре (крем-супом), стейком на гриле, салатом из свежих овощей, холодной мясной нарезкой, индейкой, фруктовым желе, чаем с молоком и лимоном, крепким кофе. Среди китайцев стало популярным посещать западные рестораны с детьми на Рождество и Новый год, когда блюда подавались сетами в виде небольших порций (тогда же вошли в моду Санта-Клаус и рождественские подарки).
В конце 1970 — начале 1980-х годов на местные кулинарные традиции существенное влияние оказали японская кухня и кухни стран Юго-Восточной Азии. Все эти изменения привели к появлению «новой кантонской кухни» (新派粵菜). Отныне на банкетах всё чаще стали появляться иностранные блюда, в частности сашими. Впервые многие китайцы получили возможность посещать европейские заведения, например, престижный ресторан Gaddi's в отеле Peninsula. Местные нувориши, сколотившие состояния на фондовом рынке, не экономили на гастрономии, и в Гонконге даже бытовало выражение «смесь супа из акульих плавников с рисом», характеризовавшее местную кухню.
Всё большая интернационализация Гонконга влияла и на его кухню. Увеличение потока туристов привело к тому, что многие рестораны стали подстраиваться под их вкусы. При этом рестораны при дорогих отелях стали не только обслуживать постояльцев, но и привлекать местных зажиточных посетителей. Особой модой стало открытие при фешенебельных отелях французских ресторанов «высокой кухни». В отеле Miramar регулярно проходили мероприятия, на которых гонконгцы знакомились с кухнями Тяньцзиня, Шаньдуна, Хубэя, Чжэцзяна, Гуанси и Юньнани, в отелях Hilton и Mandarin Oriental, а также в ресторанах сети Maxim’s проводились банкеты в сычуаньском и ханчжоуском стиле. Европейские и американские рестораны, особенно при отелях, приглашали на работу ведущих шеф-поваров мира, активно развивалась отрасль кейтеринга. Символом гонконгского гламура и экстравагантности стал плавающий ресторан морепродуктов Jumbo, пришвартованный в бухте Абердина.
С началом экономических реформ, начатых Дэн Сяопином, гонконгские повара восстановили связи с поварами материкового Китая и ближе познакомились с региональными китайскими кухнями, многие элементы которых также вошли в состав «новой кантонской кухни». В 1987 году было отменено военное положение на Тайване, и Гонконг превратился в место контактов между тайваньскими бизнесменами и бизнесменами материкового Китая, а также перевалочным узлом для тайваньских туристов, следовавших в Китай. Всё это способствовало появлению в Гонконге многочисленных заведений тайваньской кухни. К моменту передачи Гонконга под суверенитет КНР (1997) город был признанным мировым центром китайской кухни. Китайские рестораны Китая, Тайваня, Юго-Восточной Азии и США подражали гонконгской кантонской кухне, стремились нанять гонконгских поваров или послать своих на обучение в Гонконг, заимствовали блюда, изобретённые или популярные в Гонконге.
После возвращения Гонконга Китаю город пережил Азиатский финансовый кризис конца 1990-х годов и эпидемию SARS 2003 года, что негативно сказалось на экономике, привело к остановке кулинарного бума и закрытию многих ресторанов. Цены на некоторые деликатесы, такие как морские ушки, груперы или морские окуни, сильно выросли и стали недоступными даже для среднего класса. Многие гонконгские рестораны выживали только за счёт иностранных туристов, а также нуворишей из Китая.
Фактически за одно поколение вкусы гонконгцев изменились и стали намного более космополитическими. Многие горожане стали ценить определённую европейскую кухню, а не просто «западную кухню» в целом, значительно выросла популярность японской и тайской кухонь. Появилось множество специализированных ресторанов с различными этническими кухнями, рассчитанных на молодёжь и средний класс. Дорогие рестораны кантонской кухни сосредоточились на обеспеченных горожанах и богатых туристах.

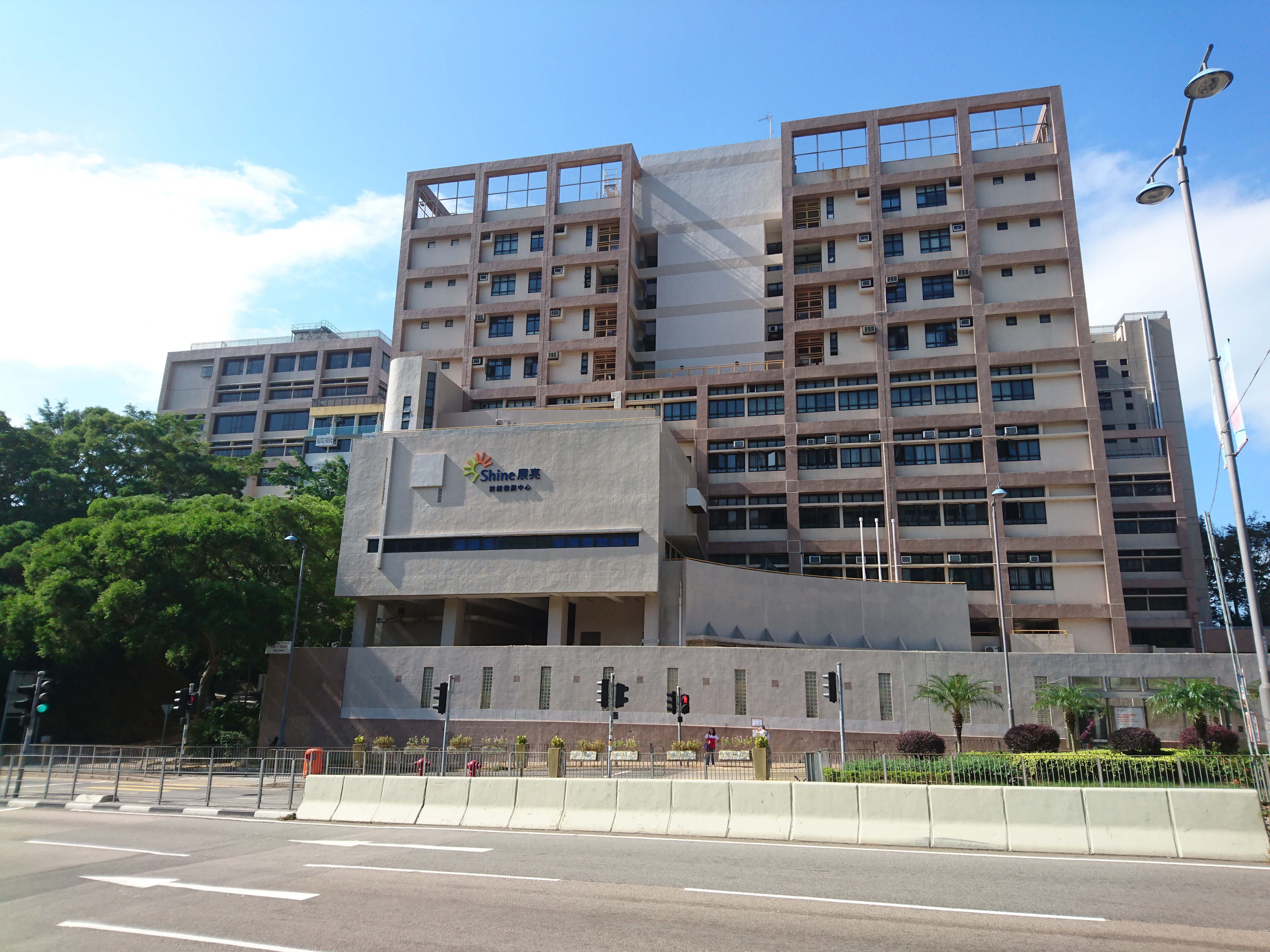
Институт китайской кухни

Осенью 1999 года правительство Гонконга основало Институт китайской кухни. Сегодня он базируется в районе Покфулам и считается одной из лучших кулинарных школ Восточной Азии. К началу XXI века экономика Гонконга восстановилась после кризисного десятилетия, что несколько оживило ресторанный сектор города. Однако высокая кухня осталась уделом узкого круга местных богачей, большинство ресторанов «почивали на лаврах» былых заслуг и почти не экспериментировали с новыми блюдами.
Ещё одним фактором, существенно влиявшим на состояние кулинарной культуры Гонконга, являлось нежелание молодых специалистов годами учиться у именитых шеф-поваров многочисленным особенностям кантонской кухни, фактически находясь на положении подмастерьев. С другой стороны, мало кто из опытных поваров был готов тратить свои силы на обучение молодёжи тонкостям традиционной кулинарии.
Как правило, домохозяйки и рестораторы закупают продукты в небольших семейных магазинах. Это и маленькие рисовые склады (米舖, майпхоу), и «удобные магазины», где продают свежую выпечку (士多, сито), и винные магазины (辦館, панькунь). Свинину, говядину, уток, кур, рыбу, морепродукты и рептилий раньше обычно приобретали на ближайших влажных рынках (街市, кайси). Однако после эпидемии SARS с влажных рынков почти исчезли мясо и птица, хотя живая рыба, моллюски, змеи, лягушки, фрукты и овощи вполне доступны. Свежее мясо с уличных лотков переместилось в специализированные магазины, оборудованные холодильниками. Влажные рынки предпочитают гонконгцы старшего поколения, горожане с низкими доходами, домработницы из числа иммигрантов и туристы. Старейшим влажным рынком Гонконга был Центральный рынок, основанный в 1842 году как Кантонский базар.
Начиная с 1970-х годов семейные магазины и влажные рынки стали вытесняться супермаркетами, включая местные сети Wellcome и ParknShop. Покупателей привлекали кондиционированный воздух, фасованные товары и более доступные цены, однако влажные рынки сохранили своих клиентов именно благодаря свежести продуктов и широкому выбору.

## Особенности, предпочтения и этикет

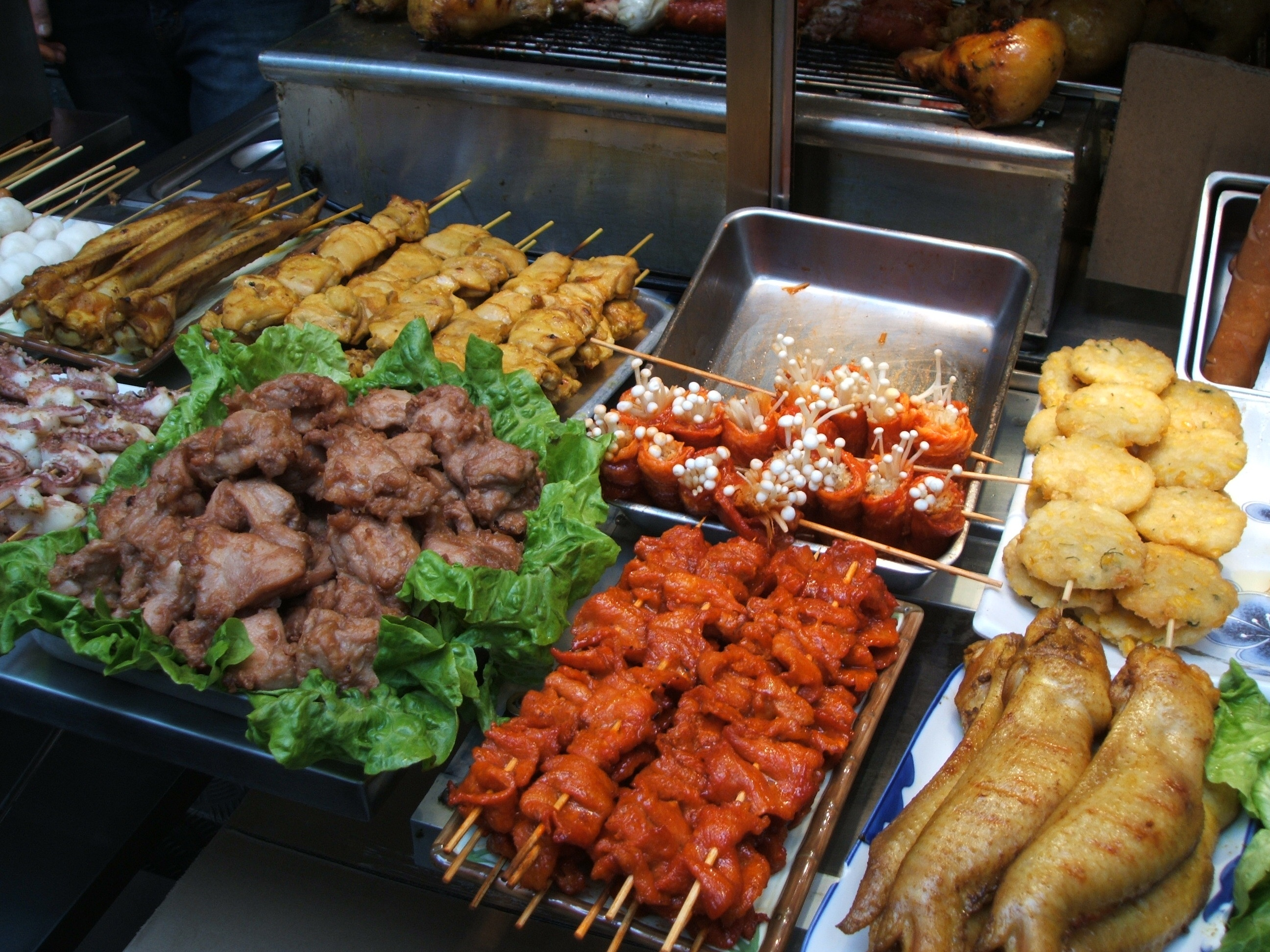
Гонконгская уличная еда

Гонконг — очень густонаселённая территория, плотность населения здесь превышает 6,5 тыс. человек на квадратный километр. Кроме того, в городе очень высокие цены на жилую недвижимость, вследствие чего большинство квартир очень маленькие, во многих из них крохотные кухни или их нет вообще. Все эти факторы способствовали тому, что основная масса гонконгцев питается вне дома, а именно в многочисленных заведениях общественного питания (в этой сфере занято около 7 % работающих горожан).
Гуандунцы или кантонцы составляют большинство населения Гонконга, поэтому кантонская кухня считается в городе коренной. Кроме кантонцев, в Гонконге проживают значительные группы чаошаньцев, тайшаньцев, хакка, хокло и шанхайцев, региональные кухни которых оказали заметное влияние на гонконгскую кухню. Кроме китайского населения, в Гонконге проживают и другие этнические группы со своими гастрономическими особенностями, чьи кухни активно развиваются как внутри общины, так и в городе в целом (индонезийцы, филиппинцы, тайцы, вьетнамцы, японцы, корейцы, индийцы, непальцы, пакистанцы и африканцы, а также «белые», в число которых входят американцы, британцы, австралийцы, канадцы, французы, португальцы и евреи).
В отличие от Гуанчжоу, Гонконг всегда имел непрерывные контакты с Западом, из-за чего его кухня стала более восприимчивой к западному кулинарному влиянию. Кроме того, здесь сильно укоренились западные сети быстрого питания. Из-за продолжительной рабочей недели, сильной занятости и маятниковой миграции, отнимающей свободное время, в Гонконге широкое распространение получила продажа «еды на вынос» (take-out). Её употребляют утром перед работой, по дороге на работу или учёбу, в обеденный перерыв (на рабочем месте или в ближайшем сквере), а также вечером в квартире или во дворе. В формате «уличной еды» в Гонконге популярны супы с лапшой, рис с соусом, снэки, в том числе мясные и овощные шашлычки на бамбуковых шампурах, салаты, кантонские пельмени, а также булочки с различными начинками, жареные в огромных воках каштаны, вонючий тофу, запах от которого разносится по всему кварталу, сладкие пудинги, приготовленные на пару, и яичные вафли кайтанчай.
Обычно гонконгцы принимают пищу пять раз в день. Утро начинается с завтрака, в полдень следует обед, около трёх-четырёх часов дня принят послеобеденный чай. Вечерний ужин сопровождается десертом, а после десяти часов вечера принят сиуюэ — последний перекус перед сном. Если в семье работают все взрослые, то закупкой продуктов и готовкой занимается, как правило, домашняя прислуга из стран Юго-Восточной Азии. И в домашнем, и в общественном питании преобладает кантонская кухня, поэтому основными приборами являются палочки для еды. В заведениях европейской кухни используют обычные столовые приборы — вилки, ложки и ножи. Лишь в некоторых ресторанах индийской и арабской кухни принято брать еду руками. В большинстве недорогих заведений существует лимит на использование салфеток.
Популярные рестораны часто заняты во время обеда, вечером и по выходным, поэтому в Гонконге широко распространено бронирование столиков. Повседневная одежда приемлема в большинстве ресторанов, однако существуют некоторые заведения высокого уровня, в которых имеется дресс-код. В большинстве ресторанов, которые классом выше уличных закусочных, залы кондиционируются. В некоторых заведениях официанты приносят незаказанные напитки (чай), приправы и закуски, стоимость которых затем вносится в счёт.
Цены на морепродукты колеблются в зависимости от сезона. Различные рестораны используют различные системы взвешивания продуктов, но все они подтверждают цену перед заказом. Есть места, где рыбу и морепродукты покупают на уличных рынках, а затем за дополнительную плату готовят в ближайших ресторанах. Большинство ресторанов добавляют к итоговому счёту 10 % за обслуживание, однако в некоторых заведениях приняты чаевые. Почти все рестораны Гонконга принимают к оплате кредитные карты. Курение запрещено во всех крытых помещениях, а также на многих открытых площадках и террасах. Все покупки еды «на вынос» в полиэтиленовых пакетах или пластиковых боксах облагаются налогом в 0,5 гонконгского доллара.

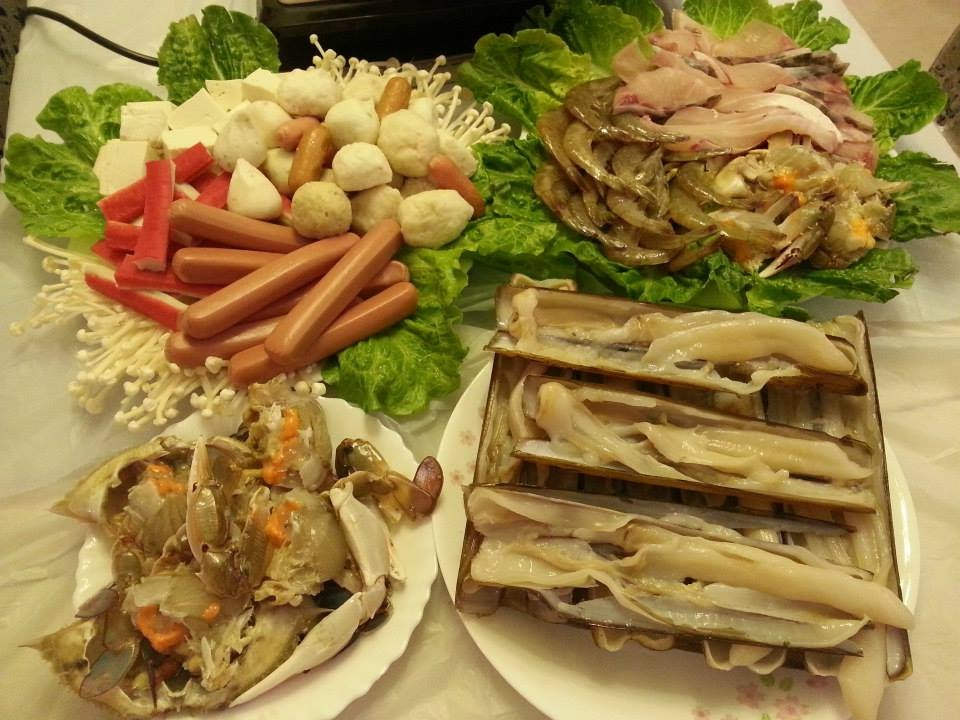
Сервировка стола

Блюда кантонской домашней кухни обычно сразу выставляют в центр стола, и все члены семьи берут палочками небольшие порции, комбинируя их с рисом и различными соусами. На банкетах в ресторанах блюда также выставляются в центр большого стола, но там существуют интервалы между подачами. Блюда остаются на столе, пока тарелки не окажутся пустыми, — таким образом, к концу банкета на столе может находиться свыше дюжины блюд. В Гонконге существует разница в ассортименте блюд для холодного и жаркого сезона.
В Гонконге бытует мнение, что базовая структура здорового, сбалансированного питания должна состоять из риса, мясного блюда, овощного блюда и супа (лёнсун-яттон, что означает «два дополнительных блюда и один суп»). К приходу гостей на ужин принято подавать хотя бы одно блюдо из рыбы или морепродуктов (обычно приготовленную на пару рыбу) и немного жареного мяса, купленного в специальных магазинах (свинину с хрустящей корочкой, утку в меду, жареного голубя или тушёного в соевом соусе цыплёнка).
Листовые овощи, такие как капуста, ненадолго помещаются в кипящую воду или обжариваются с чесноком и подаются с устричным соусом. К скромным домашним мясным блюдам относятся ломтики говядины, обжаренные с луком, кисло-сладкая свинина с ананасом и сладким перцем, приготовленная на пару курица с грибами и имбирём. Для приготовления супов используются сушёные орехи, семена или корни; свежие или консервированные овощи; мясо и морепродукты.
По выходным несколько поколений большой семьи собираются на утреннее чаепитие (ямча), сопровождаемое употреблением маленьких порций димсама с креветками, свининой и яичным заварным кремом. По будням многие заведения заняты пенсионерами, которые заказывают традиционное «трио»: димсам, чёрный чай и утреннюю газету. Многие гонконгцы имеют свои любимые рестораны, куда приходят на протяжении всей жизни как поесть, так и пообщаться с друзьями или хозяевами заведения. По вечерам большие рестораны ориентируются на свадебные банкеты, семейные торжества и званые ужины. Соответственно, и меню вечерних застолий предусматривает сложные для домашнего приготовления блюда: морские ушки с грибами, суп из восковой тыквы, который подаётся в половинке полой дыни, суп из акульих плавников и жареное мясо.
Широко отмечается «банкет полного месяца» (мунъютчау) — день рождения младенца, пережившего самый сложный период в своей жизни (раньше в Гонконге существовал высокий уровень детской смертности, поэтому младенцы до месяца не имели имён и формально не входили в состав семьи). Как правило, подают девять блюд, а заканчивается банкет лапшой, длина которой символизирует долголетие, окрашенными в красный цвет яйцами и имбирём (яйца и имбирь призваны помочь женщине оправиться после родов, а красный цвет символизирует счастье, удачу и процветание). В старину красные яйца посылали родственникам и друзьям, чтобы сообщить о рождении ребёнка.

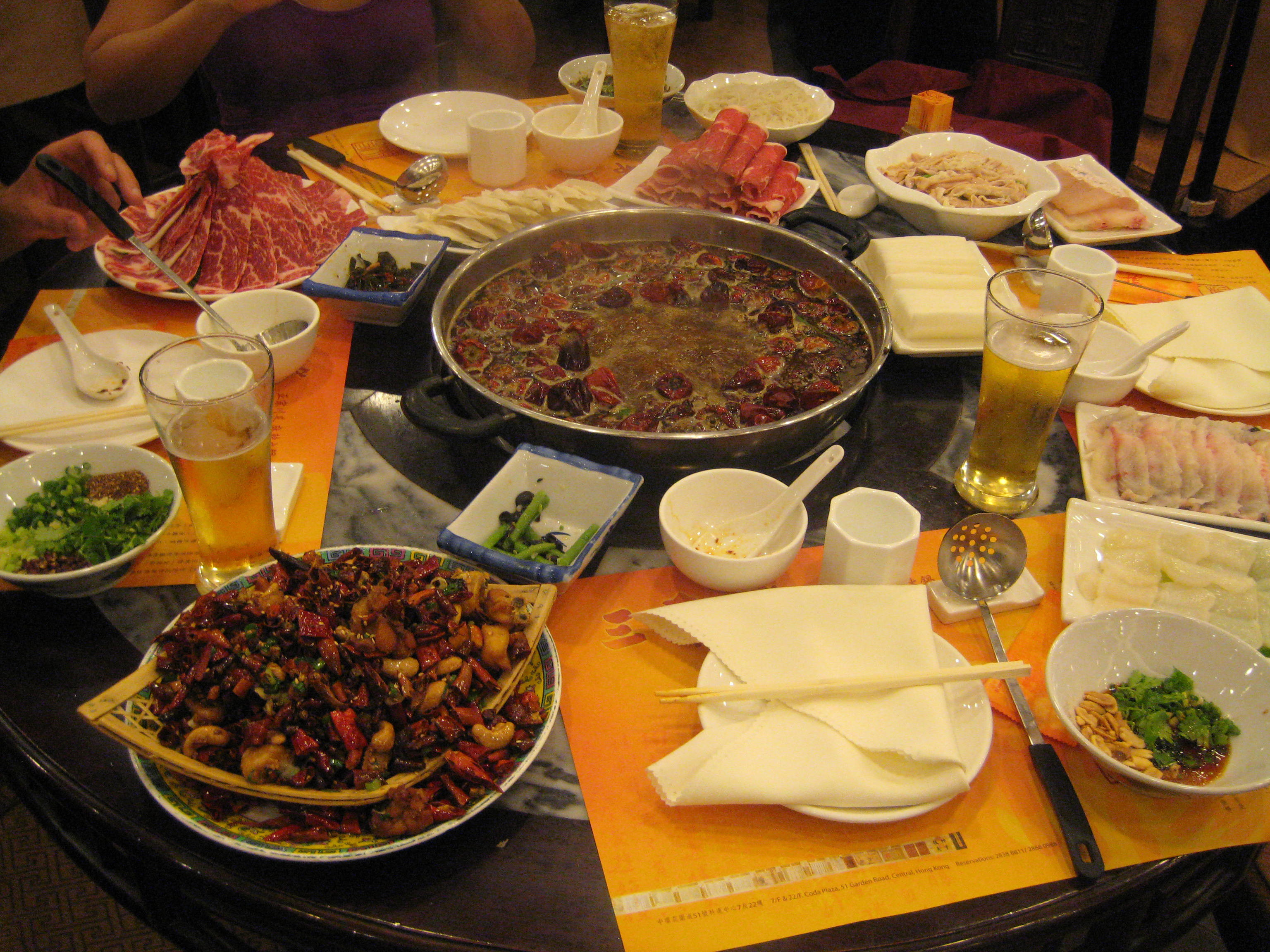
Сервировка на компанию в ресторане сычуаньской кухни

На детских днях рождения гостей угощают выпечкой в «западном» стиле, пирожными со свежими фруктами и взбитыми сливками. Дни рождения пожилых людей обычно справляются в ресторане после того, когда им исполнится 60 лет. Собравшиеся желают имениннику здоровья и выказывают уважение его возрасту. Обычно на таких торжествах подают длинную яичную лапшу, «булочки долголетия» саубао, приготовленные на пару булочки со сладким лотосом и персиками, которые также символизируют долголетие.
Нет конкретного набора продуктов или блюд, связанных с похоронами. Поминальный банкет, или «банкет освобождённого живота» (кайвайчау), предусматривает пять блюд, что значительно меньше девяти блюд по счастливым поводам. Они символизируют спокойное путешествие покойного на небеса и, как правило, являются вегетарианскими, приготовленными по буддийским или даосским канонам.
Свадьба — самое тщательно продуманное торжество из всех. Гостям семья невесты раздаёт небольшие пироги возлюбленной или «пироги жены», которые служат символом объявления свадьбы и приглашения на неё. Сам свадебный банкет является для семьи прекрасной возможностью продемонстрировать своё процветание, поэтому, как правило, для торжества выбирается самое дорогое меню, включающее деликатесы из морепродуктов, икру, балют, редкие грибы и импортные сыры. Свадебная вечеринка перемещается от стола к столу, молодожёны должны лично поблагодарить всех гостей за то, что они пришли. Для праздничных тостов на каждом столе имеются шампанское, виски и коньяк.
Гонконгцы не воспринимают пищу только как средство утоления голода. Они убеждены, что каждое блюдо и его ингредиенты обладают характерными качествами, способными принести организму определённую пользу и поддерживать в теле нужный баланс. Если диета скудная или неправильная, то баланс нарушается, что приводит к проблемам со здоровьем (эти убеждения основаны на даосской концепции инь и ян). Таким образом, каждому приёму пищи приписываются определённые свойства — горячий или холодный, влажный или сухой, питательный или нейтральный, которые по-разному влияют на тело. Поэтому отдельные ингредиенты комбинируются между собой согласно их свойствам.
Например, бок-чой считается «холодным» овощем, но если его готовить с имбирём, который является «горячим», то блюдо как бы «уравновешивается». В кантонских рецептах супов присутствуют сложные комбинации ингредиентов, которые варятся на медленном огне. В результате, по убеждению гонконгцев, получается тонизирующее блюдо, которое обладает лечебным или профилактическим эффектом. На рынках и во многих специализированных магазинах традиционной китайской медицины продавцы мерят клиентам пульс, ставят свой диагноз, на основе которого выписывают нужные травы и сушёные ингредиенты, а также рецепты их приготовления. Отдельную категорию составляют магазины травяных чаёв, в которых, помимо прочего, продаются супы с лечебными свойствами и так называемое «черепаховое желе» (куйлингао).

## Ингредиенты и приготовление

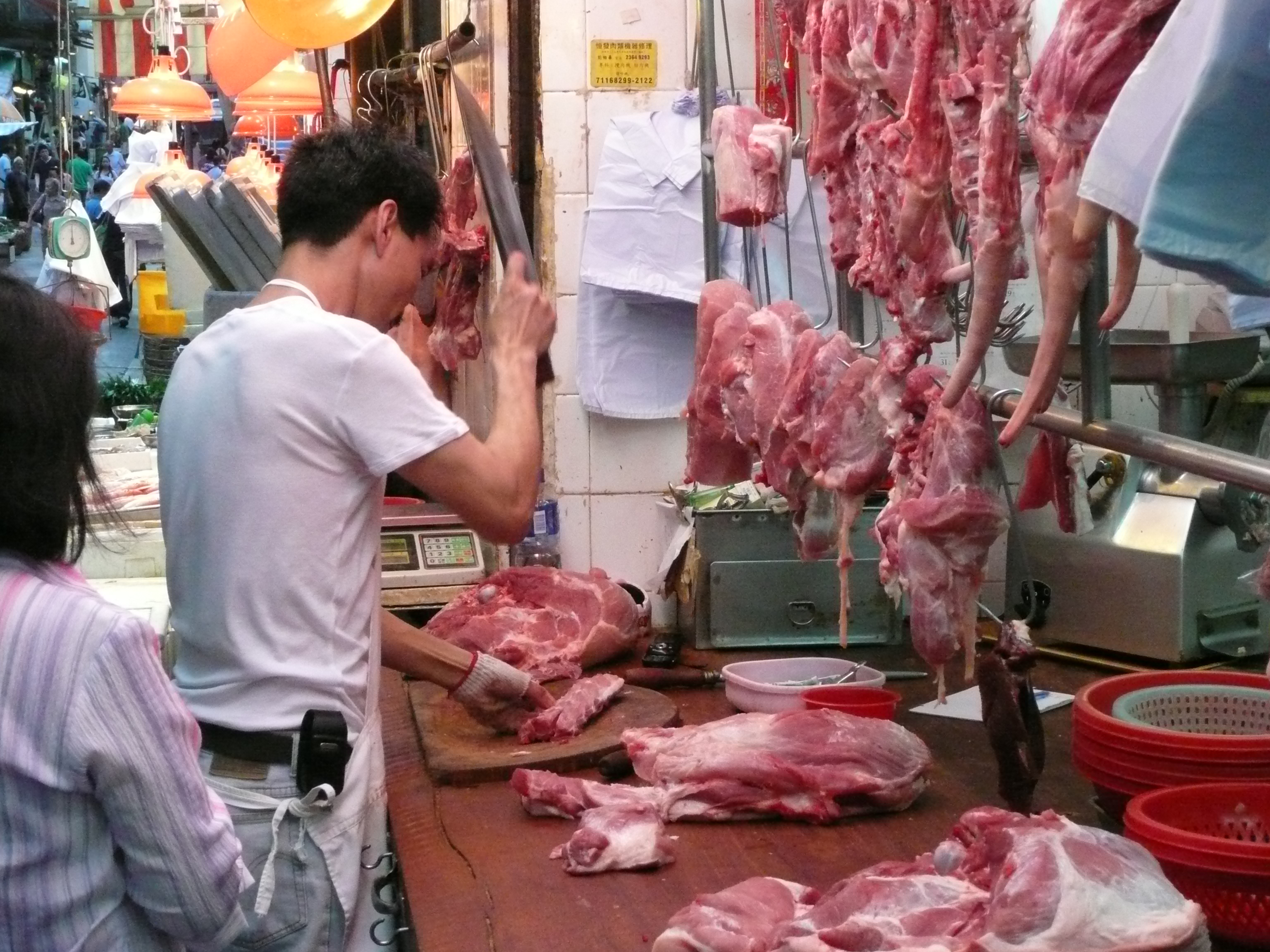
Мясник на рынке

В Гонконге мало локальных продуктов, крестьяне Новых территорий поставляют на рынки и в рестораны лишь небольшие партии овощей, домашней птицы и морепродуктов, поэтому основная масса пищевых продуктов поступает из материкового Китая, преимущественно из соседнего Гуандуна. Ингредиенты для домашней готовки гонконгцы традиционно предпочитают покупать на рынках и в небольших магазинах у дома, однако в последнее время всё более популярными становятся сетевые супермаркеты.
Для приготовления блюд кантонской кухни характерно использование риса, рисовой лапши, пекинской капусты, бок-чоя, чой-сума, китайской брокколи, зелени горчицы, редьки дайкон, баклажана, зелёного лука, стеблей бамбука, адзуки, зизифуса, семян и листьев лотоса, водяного ореха, клубней таро, свежих и сушёных устричных грибов и шиитаке, чеснока, имбиря, чёрного и белого перца, мяса уток и кур, свежей рыбы и морепродуктов, сушёных креветок и гребешков, свинины и говядины, свиного сала, ферментированных оливок. Традиционно в состав блюд входят тофу, столетние яйца, солёные утиные яйца, китайские колбаски, фучжу, рисовый уксус, рисовое вино, соевый соус (в том числе соус хойсин), устричный соус, рыбный соус и кунжутное масло.
Рыбные или «влажные» рынки предлагают широкий выбор свежих или замороженных морепродуктов, выловленных в Южно-Китайском море, выращенных в прудах Гуандуна либо импортированных из Кореи, Тайваня и стран Юго-Восточной Азии. В этот ассортимент входят мидии, устрицы, крабы, омары, речные раки, креветки, морские ежи и морские угри. Особенно ценятся морские ушки, морские окуни, раки-богомолы, морские черенки, узкие черенки и гуидаки. Также на рынках широко представлены лягушки, змеи и ящерицы.
Из фруктов гонконгцы особенно любят белые азиатские груши, тайские манго, кантонские личи, лонганы, мангостаны, дуриан, папайю, джекфрут и драконий фрукт, а также яблоки, апельсины и виноград. Обычно фрукты употребляются после еды. Основная масса фруктов импортируется из Юго-Восточной Азии, Китая, Австралии, Новой Зеландии, Северной и Южной Америки.
В кантонской кухне и её дочерней гонконгской кухне присутствует большое разнообразие ингредиентов, для которых важен фактор сезонности. Особую категорию товаров составляют различные ингредиенты, популярные в традиционной китайской медицине. Их продают в отдельных магазинах, которые специализируются на определённых товарах и закусках: вяленом мясе (джерки), сушёном кальмаре, мясе змей и ящериц, сухофруктах, китайских леденцах, рассыпчатом миндальном бисквите. Основными способами приготовления продуктов в гонконгской кухне являются жарка во фритюре (стир-фрай), на сковороде и в воке (мясо и овощи), на углях или открытом огне (барбекю), тушение в различных соусах, готовка на пару и выпекание (кондитерские и хлебобулочные изделия). Овощи и мясо также варятся и пассеруются.
«Влажные» рынки Гонконга
В большинстве случаев при подготовке и приготовлении продуктов в Гонконге используют то же оборудование и методы, что и в материковом Китае.
В кантонской кухне не так много специализированного оборудования, она опирается на три «рабочие лошадки»: большой чугунный вок, в котором делают почти всё — от готовки на пару и тушения до пассеровки и жарки во фритюре, стальной секач с деревянной ручкой для разделки мяса и тяжёлую разделочную доску (раньше преобладали деревянные, сейчас им на смену приходят пластмассовые или резиновые). Домашние кухни большинства гонконгцев крошечные, из-за чего там содержится лишь минимальный набор утвари. По той же причине холодильники тоже маленькие, что ограничивает возможность делать продовольственные запасы. Всё это вынуждает гонконгцев или питаться вне дома, или каждый день ходить за продуктами. Свежие продукты приобретаются преимущественно на ближайших рынках, а бакалея и замороженные продукты — в супермаркетах.
Обычно покупки совершаются по дороге с работы, но во многих семьях имеются домработницы, которые ходят по магазинам днём. Микроволновые печи не особо распространены: как правило, еду разогревают в воке или горшке. Кухонные плиты есть далеко не у всех, обычно семьи ограничиваются одной конфоркой, без духовки (преобладают газовые плиты, работающие от сети или баллона). Из-за этого выпекание не распространено в кантонской домашней кухне. Зато почти во всех квартирах имеются рисоварки (часто поверх риса гонконгцы кладут маленькие порции других продуктов, например, овощей или пельменей, разогревая или готовя их на пару и экономя таким образом время и электроэнергию).
Стир-фрай в большом чугунном воке является наиболее распространённым способом обжарки в Гонконге. Мясо и овощи опускаются в небольшое количество раскалённого масла и часто помешиваются. Высокая температура и округлое дно вока позволяют быстро и равномерно доводить продукты до готовности, как бы «запечатывая» ароматы и полезные вещества. Такой энергоэффективный способ приготовления пищи был особенно важен, когда в Гонконге повсеместно использовались дрова и древесный уголь.

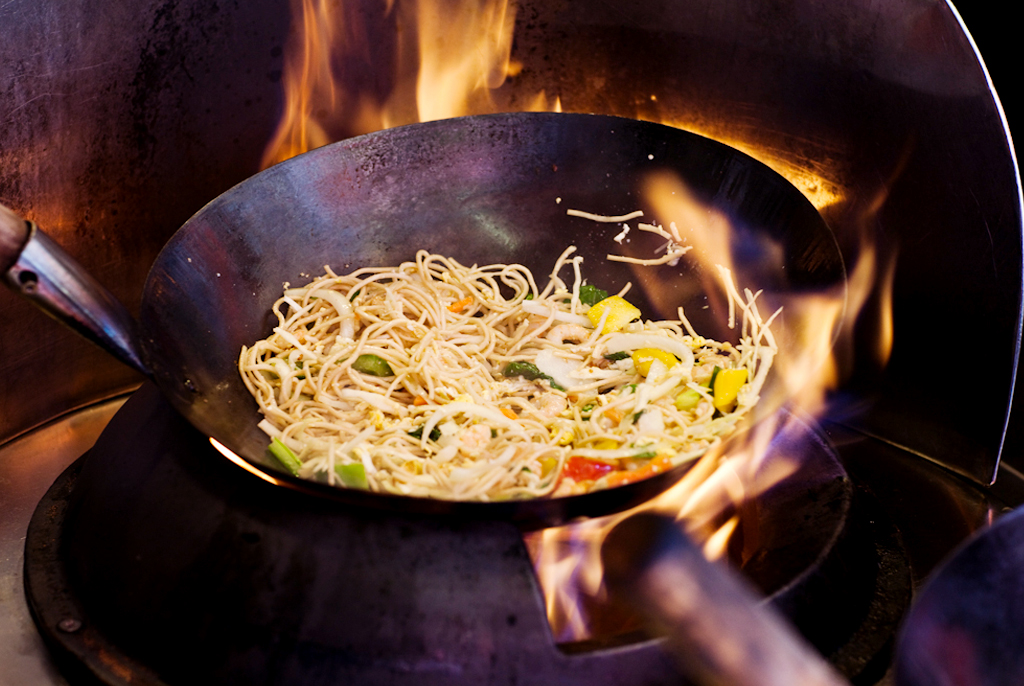
Приготовление лапши в воке

Готовка на пару также является популярным и простым способом приготовления пищи, которая, к тому же, сохраняет свой аромат и полезные свойства. Обычно для готовки на пару в основание вока устанавливается маленькая решётка из нержавеющей стали, а вода доводится до кипения. Продукты, например, булочки или пельмени, выкладывают на решётку и держат на пару до готовности.
Также гонконгцы готовят в глиняных горшках, тушат в различных соусах, медленно томят и дважды пропаривают. Обычно в кантонской кухне применяются глазурованные чёрные горшки с маленькой ручкой и крышкой. Особенно они подходят для длительного тушения, так как хорошо проводят и долго сохраняют тепло, минимизируя пригорание. В Гонконге очень распространены рис с курицей и овощами или свинина в пряном соусе, приготовленные в глиняном горшочке. Тушение в Гонконге почти не отличается от западной методики, правда, в кантонской кухне чаще всего в качестве жидкости используется соевый соус.
При двойной пропарке или двойном кипении такие деликатесы, как суп из птичьих гнёзд или суп из акульих плавников, помещаются в одну ёмкость, которая опускается во вторую ёмкость с кипящей жидкостью, и мягко готовятся на пару в течение нескольких часов. При таком способе жидкость теряется минимально и можно использовать ценные ингредиенты вроде лекарственных растений. Двойная пропарка часто используется для приготовления тунсуев — кантонских десертных супов, которые содержат ценные лекарственные компоненты.
Острые и сладкие супы занимают особое место в гонконгской кулинарной культуре. Среди всех способов готовки доминирует варка на медленном огне (лофотхон). Например, она используется для приготовления самого популярного супа в кантонском стиле — куриного супа с лапшой. Почти в каждом рецепте супа важное место занимают китайские травы и специи. Гонконгцы уверены в их целебных свойствах; кроме того, травы символизируют заботу повара или хозяина трапезы о своей семье и гостях.

## Китайская кухня

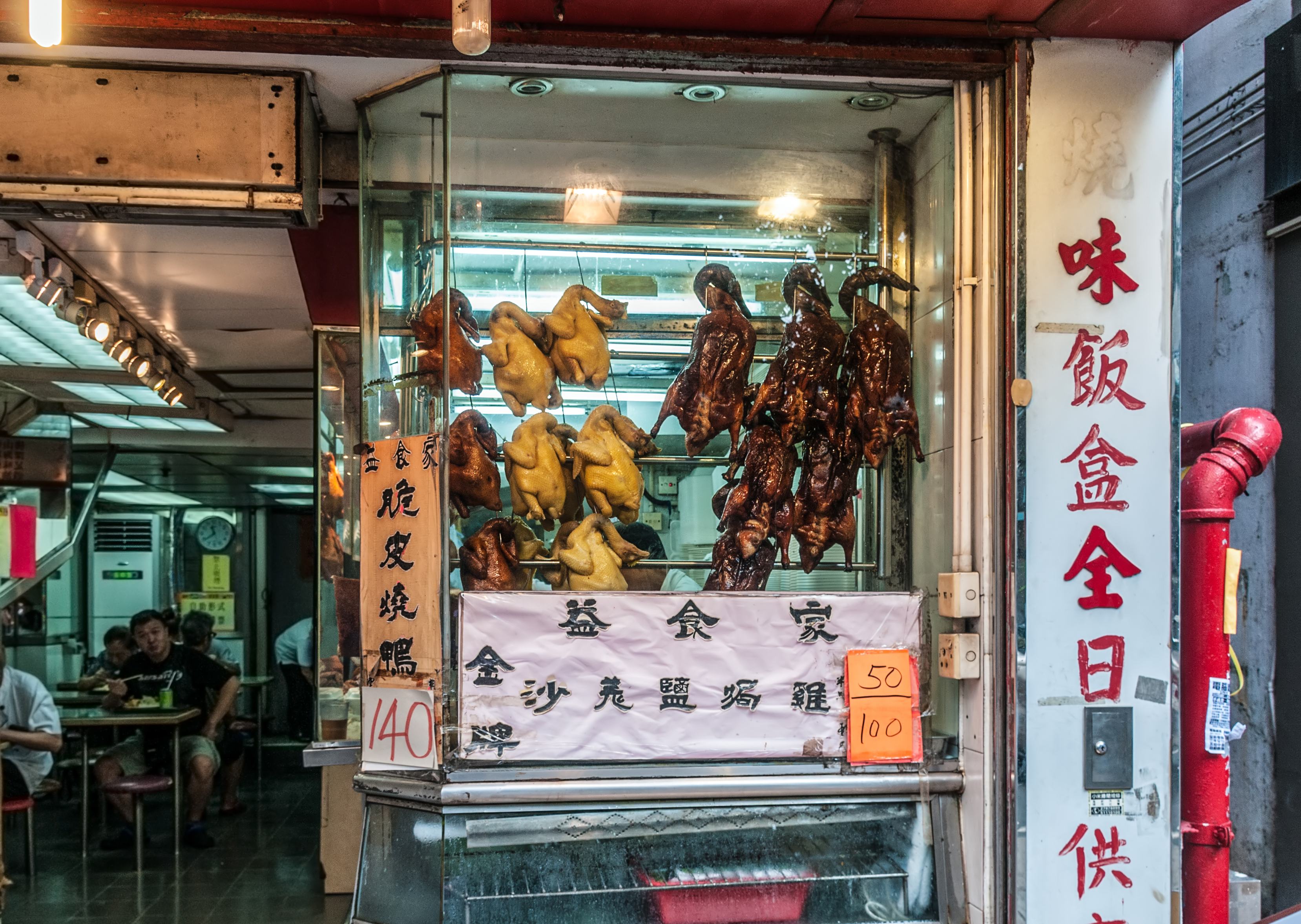
Гонконгский ресторан, где готовят птицу

В кантонской кухне принято сохранять первоначальный вкус и текстуру продуктов, поэтому здесь нет слишком насыщенных, острых или приторных соусов и приправ. Для блюд этой кухни характерны свежесть продуктов, разнообразие форматов и гармония вкусов. Даже в сложных блюдах можно без труда распознать основные ингредиенты. При этом существует отдельная группа блюд, которые ценятся за пользу (особенно стимулирующие или усиливающие половое влечение), а не за вкус. Двумя ключевыми компонентами кантонской кухни являются рис и лапша, с которыми комбинируют бульоны, соусы, рыбные и мясные блюда.
Рис на протяжении веков остаётся основой питания гонконгцев. Раньше основная часть риса выращивалась на Новых Территориях, но сейчас всё больше заливных полей поглощается городской застройкой, а рис в основном импортируется из Таиланда и материкового Китая (предпочтение отдаётся тайскому жасминовому рису). Особой разновидностью является рис, приготовленный в глиняном горшке саво. Раньше его готовили преимущественно в печах на древесных углях, но в современном Гонконге печи всё чаще заменяют кухонными плитами. Для полноты аромата и вкуса готовый рис поливают жиром от жареного мяса и подают с соевым соусом, кусочками курицы и свиной колбасы, тушёными овощами, рёбрышками с чёрным бобовым соусом, свиной печенью, тушёной уткой или сушёной рыбой.
В Гонконге повсеместно распространены закусочные, которые готовят рисовый отвар конджи, похожий на жидкую кашу (байчжоу). В холодную погоду отвар, наделяемый горожанами целебными свойствами, начинают готовить ещё ночью, на медленном огне, а утром его подают горячим с приправами, латуком, бамбуковыми побегами, кусочками рыбы, рыбной пастой, юксуном, мясными фрикадельками, ютяо, сейтаном, ферментированным тофу, столетними яйцами или солёными утиными яйцами.
Самым популярным набором блюд в Гонконге является димсам, который принято употреблять во время утреннего чаепития ямча. В Гонконге шутят, что это самый древний в мире вид фастфуда. В состав димсама входят булочки с различными мясными, овощными и грибными начинками, отваренные на пару или жаренные китайские разновидности пельменей (цзяоцзы, баоцзы и вонтоны), пельмени с креветками хакау, открытые сверху пельмени шаомай (сиумай), курица с овощами, обжаренные во фритюре куриные ножки, рисовая лапша и даже супы с пельменями. Димсамы в виде тонкого теста с начинкой также бывают сладкими и подаются в качестве десерта к чаю. Кроме множества забегаловок, где подают свежеприготовленный димсам, его в различных комбинациях можно приобрести в супермаркетах в виде полуфабрикатов.
Начинка кантонских шаомай (сиумай) состоит из свиного фарша, мелких креветок, чёрных грибов, зелёного лука, имбиря и приправ (смесь рисового вина, соевого соуса, кунжутного масла и куриного бульона), в разных вариациях добавляют также молодые побеги бамбука, водяные орехи и перец. Внешняя оболочка сделана из тонкого теста, а открытый верх украшен крабовой икрой, морковью либо зелёной горошиной. В качестве уличной еды популярны сиумай с рыбной пастой и рыбные шарики с карри, подаваемые со сладким соевым соусом и маслом чили. Часто вместе с сиумай подают хакау — прозрачные и гладкие димсамы с креветками, побегами бамбука и луком.
Димсам
В Гонконге множество заведений, которые готовят утку по-пекински, но с местным колоритом. Например, во многих ресторанах подают отдельно утиную кожу, зажаренную до хруста, и отдельно утиное мясо с рисом. В такой же манере в Гонконге готовят кур, голубей и другую птицу. Например, голубей по-кантонски сперва тушат в соевом соусе и рисовом вине с добавлением бадьяна, а затем поджаривают до хрустящей корочки. Очень много ресторанов, которые запекают гусей и других водоплавающих птиц, жарят желудки, сердца и другие внутренности. Перед запеканием гусей обмазывают специальным маринадом, который придаёт коже блеск и тёмно-бордовый цвет. Подают птицу с кисло-пряным сливовым соусом. Лучшими жареными гусями (сиунго) и утками (сиуап) славится ресторан Yung Kee, расположенный в Центральном районе.
Отдельной популярностью пользуются куриные лапки по-кантонски, известные в Гонконге как «когти феникса». Их жарят во фритюре, тушат в соусе из чёрных бобов или в соусе из морских ушек. Жареные хрустящие ножки подают как закуску к пиву, варёные с арахисом — в супе, тушёные — как основное мясное блюдо. Маринованные в рисовом уксусе или соевом соусе куриные ножки продаются в магазинах в упаковках как субпродукты. Различными способами в Гонконге готовят и блюда из утки — ножки и шеи.
Другим популярным кантонским блюдом являются куриные крылышки, известные в Гонконге как швейцарские крылышки. Согласно распространённой городской легенде, некий иностранец искал рецепт «сладких крылышек» (sweet wing), но местный официант неправильно его понял, и за блюдом закрепилось название «швейцарские крылышки» (Swiss wing). От крылышек пошло название и «швейцарского соуса» — насыщенного сладкого соевого соуса с сахаром, вином, пряностями и специями (бадьяном, чёрным перцем и имбирём). Крылышки маринуются в этом тёмном соусе, затем тушатся в нём с луком и чесноком и подаются с гарниром из риса, приготовленного на пару.
В недорогих гриль-барах и на уличных лотках также готовят курицу в соевом соусе и белые куриные ломтики. Ломтики подают в светлом бульоне с имбирём, белой частью зелёного лука, стеблями кинзы или бадьяном. Нередко часть курицы подаётся отдельно с гарниром из риса или лапши (в таких случаях мясо обычно охлаждается перед разрезанием на куски). Приправой к ломтикам служит пастообразная смесь из мелко рубленного имбиря, зелёного лука, горячего арахисового масла, соевого соуса, горчицы и соли.
Среди других кантонских блюд из курицы в Гонконге чаще всего встречается хрустящая жареная курица. Она готовится таким образом, чтоб кожа была очень хрустящей, а мясо — белым и сочным. Перед обжаркой курица маринуется в воде со специями и приправами (бадьян, корица, мускатный орех, сычуаньский перец, имбирь, фенхель, зелёный лук), затем сохнет и натирается сиропом из уксуса и сахара. Хрустящую курицу подают с перечной солью, сухо обжаренной в воке (смесь сычуаньского перца с солью), и креветочными чипсами.
Довольно распространена курица в смеси перцев и соусе тауси. Курицу маринуют в соевом соусе и рисовом вине, а тауси (тоси) готовят из ферментированной и солёной чёрной сои, поэтому он и известен как «чёрный бобовый соус». Также тауси подают в качестве приправы с тушёным карпом, свиными рёбрышками и обжаренными овощами (особенно с горькой тыквой).

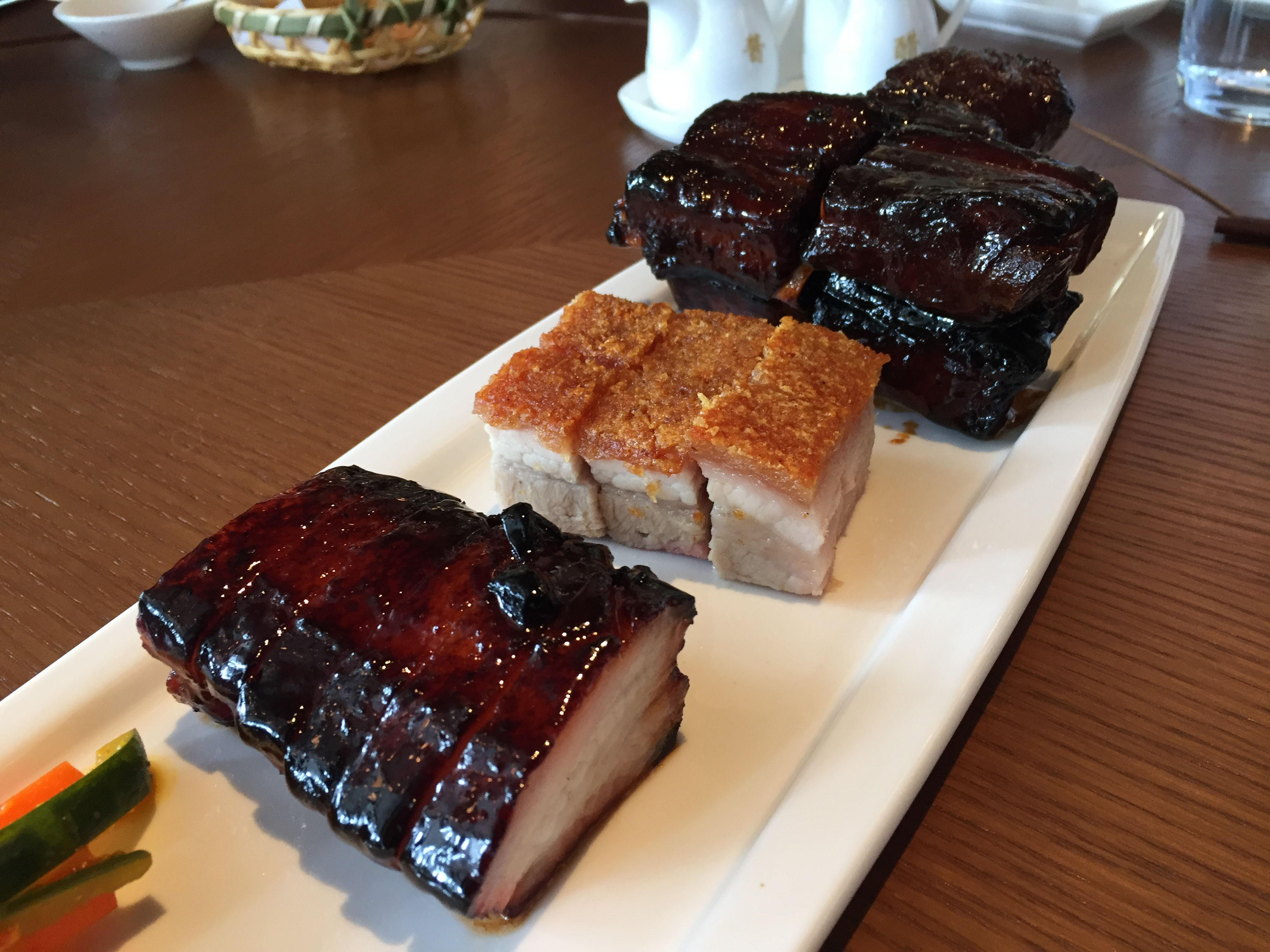
Чашао, сиуюк и свиные рёбрышки

Важнейшим компонентом кантонской кухни является жареная свинина, которую продают в специальных магазинах-гриль сиумэй, вывешивая в витрине на крюках. Двумя столпами считаются чашао и сиуюк. Для приготовления чашао (часиу) используют в основном корейку, грудинку, шпик и шею. Маринованную в специях, соусах, мёде, мальтозе или вине свинину накалывают на длинную вилку и помещают в печь до появления характерной тёмно-красной корочки. Сиуюк ещё называют жареной свининой с пятью слоями: верхний слой составляет хрустящая корочка, затем идут слои сала и сыроватого мяса, а в основании — солёно-пряный слой.
Свинину жарят в печи на древесном угле при высокой температуре. Кусочки чашао и сиуюка подают с острой жёлтой горчицей или соевым соусом. Часто жареную свинину вместе с рисом и овощами кладут в так называемые «рисовые коробки» (часиуфан) в качестве еды на вынос. Также жареную свинину подают с лапшой (часиумейн), добавляют в качестве начинки в булочки (часиубау). Говяжью грудинку большими кусками медленно тушат в соусе с карри, а затем добавляют в суп с лапшой.
Кисло-сладкая свиная корейка (по-кантонски кулоюк) или рёбрышки готовятся с уксусом, сахаром, консервированными сливами и леденцами боярышника, которые дают насыщенный алый цвет и характерный сильный запах (в дешёвых заведениях обходятся кетчупом и красителями). Другими блюдами в этой вкусовой гамме являются кисло-сладкие шарики мяса омаров, креветки с перцем чили и соевым соусом, гусь в уксусе и чесноке. Все кисло-сладкие кантонские блюда делятся на те, которые маринуются в кисло-сладком соусе, и те, которые кисло-сладким соусом заправляют уже готовыми. Популярны также кисло-сладкие салаты, в которых огурцы, помидоры, сладкий перец и лук смешивают с ананасом, грушей, уксусом и сахаром. Основу кантонского кисло-сладкого соуса составляют сахар (или мёд), соль, белый рисовый уксус, тёмный соевый соус, коричневые леденцы, имбирь и гвоздика, в других вариациях добавляют вустерский соус, яблочный уксус, кетчуп или томатную пасту.
Очень питательные тушёные свиные ноги чюкёккён (pork knuckles and ginger stew) готовят с имбирём, сладким чёрным уксусом, яйцами, солью и маслом. Они имеют сладковатый вкус и подаются в горшочке. Согласно традиции, издавна принятой в регионе дельты Жемчужной реки, чюкёккён не повседневная еда, их готовят спустя две недели после родов, чтобы мать восстановила силы и за праздничным столом показала ближайшим родственникам и соседям новорождённого. В представлении гонконгцев тушёные свиные суставы помогают восстановить потерянный во время беременности кальций, имбирь способствует усилению иммунитета и грудному кормлению, а яйца дают белок для восстановления мышц. Несмотря на лечебно-ритуальный подтекст, сегодня чюкёккён продают в ресторанах и магазинах всем желающим.
Из домашней кантонской кухни происходит популярное блюдо «гора мяса» — приготовленный на пару мясной пирог с начинкой из свиного фарша, грибов, водяных орехов и консервированных овощей, заправленных соевым соусом и кунжутным маслом. К «горе мяса» по стилю близки часиубау — мягкие булочки с кусочками сладковатой жареной свинины, также приготовленные на пару. Они получаются с белым тестом, наподобие баоцзы или мантов, однако существуют и другие вариации часиубау — приготовленные в печи, с хрустящей глазурованной корочкой. В начинку к свинине добавляют густую смесь из устричного и соевого соуса, соуса хойсин, кунжутного масла, рисового уксуса, вина Шаосин, сахара и кукурузного крахмала. Среди мясных блюд особой популярностью в Гонконге пользуются китайские колбаски, вернее, их кантонские вариации. Они довольно солёные и острые, но благодаря использованию соевого соуса, розовой воды и рисового вина нередко встречаются и со сладковатым вкусом.
В кантонской кухне колбасы встречаются жирные и нежирные, копчёные, вяленые и варёные, есть свиные, говяжьи и куриные, приготовленные из печени свиньи, утки или индейки с добавлением специй (колбасы, сделанные из печени, отличаются более тёмным цветом). В Гонконге наибольшим спросом пользуются сухие, твёрдые копчёные колбасы из жирной свинины (лапчхён), за ними следуют сладкие мягкие колбасы из жирной свинины (хёнчхён), колбасы из утиной печени (ёньчхён), кровяные колбасы (хютчхён) и белые колбасы с мясом, рисом и приправами (номайчхён). Самой известной гонконгской маркой колбас является Wing Wah, основанная в 1950 году.

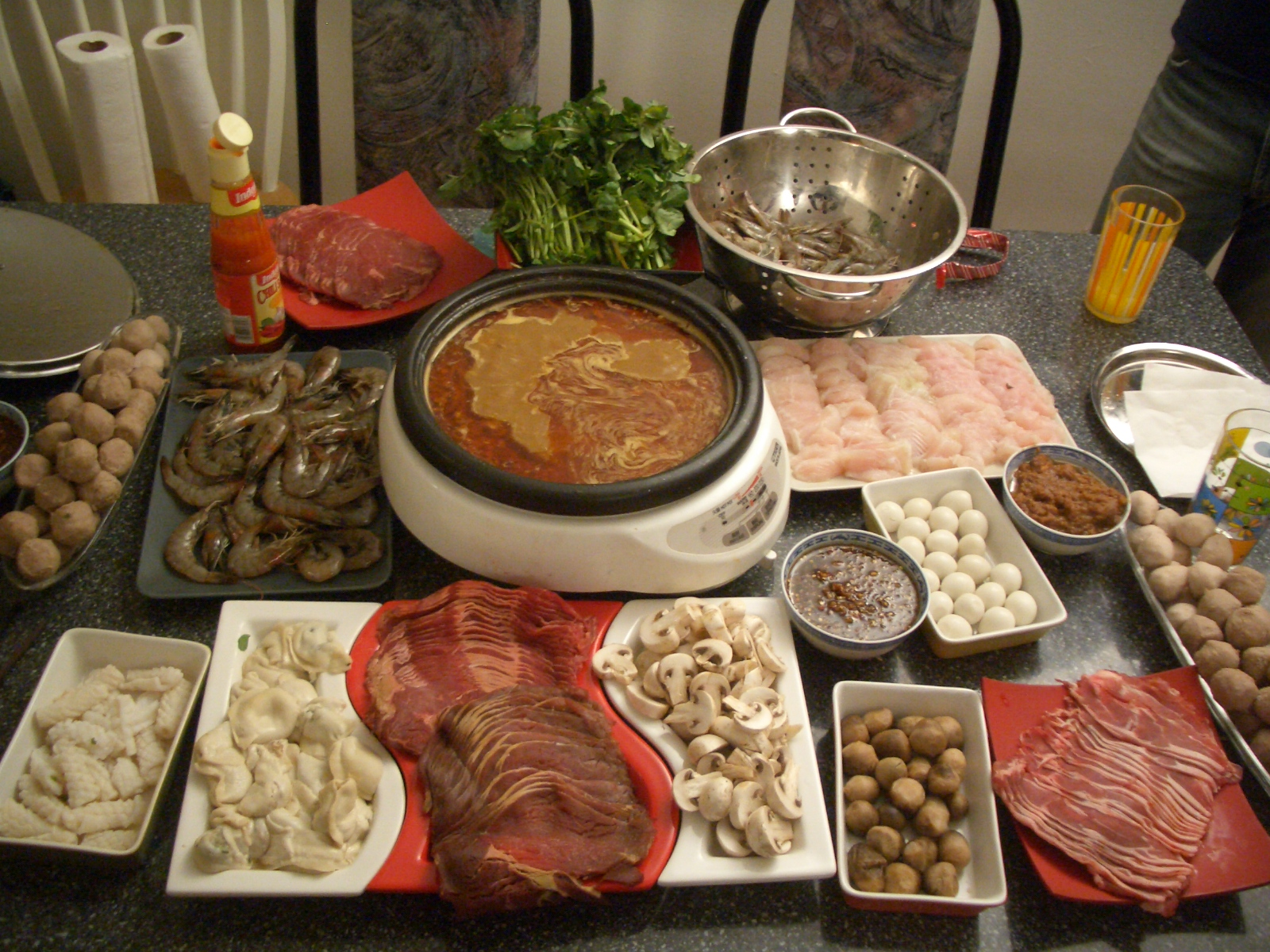
Хот-пот

В холода в Гонконге популярны так называемые «хот-пот» («горячий горшок», тапиньлоу) — заведения для семей или больших компаний, где в центре стола помещают газовую горелку или электрическую плиту с кипящим бульоном или рисовым отваром. Вокруг него на отдельных тарелках подают тонко нарезанное мясо (говядину, свинину или курятину), рыбные и мясные шарики, колбаски, грибы, овощи (бок-чой, морковь, салат), рыбу, морепродукты (крабы, креветки, моллюски), пельмени, тофу, фучжу, яичные клёцки и различные соусы. Клиенты погружают кусочки еды в горячий бульон, а затем обмакивают в один из соусов.
Горячие супы преимущественно являются зимними блюдами, а также подаются в прохладную погоду. Среди них наиболее популярны куриный суп с лапшой и сладковатый змеиный суп, который китайцы считают целебным. Основу змеиного супа составляет бульон с мясом змеи, свининой, грибами и имбирём. К нему обычно подают чипсы в виде поджаренных кусочков теста, кусочки каффир-лайма и лепестки хризантемы для аромата. Если в 1980-х годах в Гонконге существовало более ста закусочных, готовивших змеиный суп, то с начала XXI века этот сектор находится на спаде, и всё меньше поваров способны передать свои навыки ученикам.

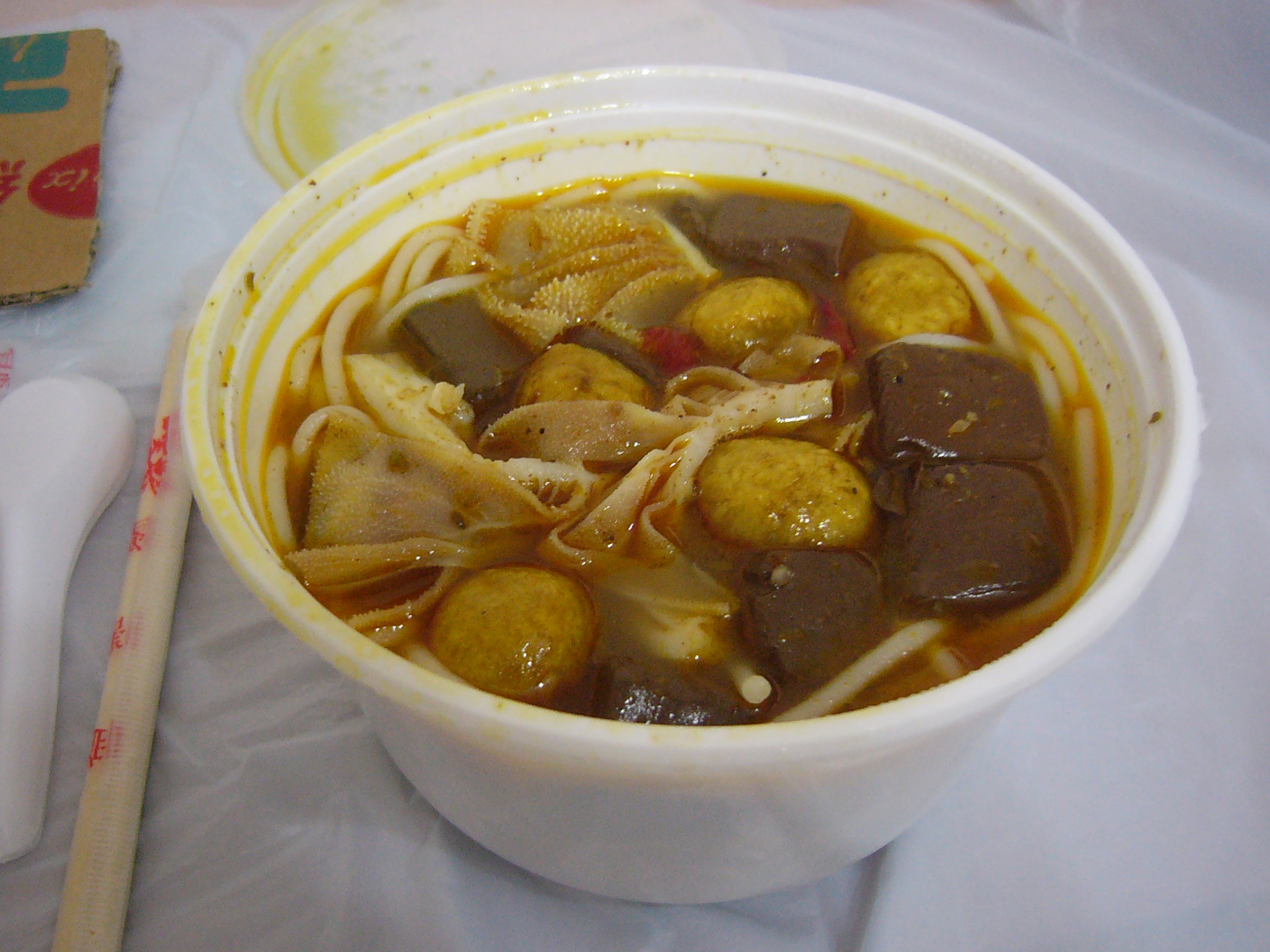
Обычная «лапша с тележки» в пластиковой тарелке

Настоящим культурным символом гонконгской кухни является лапша с тележки. Она стала популярной в 1950-х годах благодаря уличным торговцам, которые продавали дешёвую лапшу на обочинах в жилых районах для бедняков и иммигрантов. Каждый торговец готовил лапшу по своему рецепту и со своим набором ингредиентов. Деревянные тележки с металлическими ёмкостями отличались плохой гигиеной, поэтому часто блюдо, продававшееся с колёс, называли «грязная лапша» (嗱喳麵). С тех пор и уличные торговцы, и их характерные передвижные тележки почти исчезли, но лапша сохранила своё традиционное название и стиль. Обычно с горячей лапшой подают свиные потроха или зажаренные во фритюре до хрустящей корочки свиные шкварки. Также лапшу в уличном стиле заливают светлым бульоном, приправленным карри, чесноком и другими специями.
В более дорогих заведениях «лапшу с тележки» подают со свиными или говяжьими шариками, красными колбасками, ветчиной, вонтонами, шаомай, куриными крылышками, рыбными ломтиками, рыбными шариками, шариками из каракатицы, крабовыми палочками, грибами, дайконом и зеленью. В некоторых заведениях лапшу готовят со свиной, утиной или куриной кровью, известной как «кровавый тофу» (血豆腐, xuě dòufǔ). Основными разновидностями «лапши с тележки» являются широкая рисовая лапша шахэфэнь, тонкая яичная лапша юмянь, плоская яичная лапша имянь, тонкая пшеничная масляная лапша и толстая лапша из пшеничной муки цумянь.
Лапша быстрого приготовления под брендом «Doll Noodles» появилась в Гонконге в конце 1960-х годов, а в 1980-х годах местного производителя поглотила японская группа Nissin Foods. Несмотря на появление и других торговых марок, за лапшой быстрого приготовления в Гонконге надолго закрепилось название «кукольная лапша». Повседневной едой считаются супы с яичной лапшой. Однако в дорогих ресторанах к яичной лапше добавляют вонтоны, рыбу, креветок, солёную икру креветок или другие морепродукты. Повсюду готовят наваристые супы из рыбы и морепродуктов, а также из свиных потрохов и костей с различными специями. В недорогих уличных закусочных готовят говяжьи потроха — желудки, кишки и лёгкие. Предварительно маринованные потроха тушат в больших чанах и подают с жидкой горчицей и сладким соусом.
Китайские паровые яйца (они же водяные яйца) встречаются в большинстве ресторанов Гонконга. Взбитые как для омлета яйца готовят на пару с добавлением воды, соли, белого перца, зелёного лука, кунжутного масла, соевого соуса или куриного бульона. Иногда к смеси добавляют грибы, свиные шарики, крабовое мясо или сушёные креветки.
Гонконг славится своими экзотическими блюдами из редких ингредиентов. В дорогих ресторанах готовят суп из «ласточкиных гнёзд». Гнёзда из загустевшей слюны саланган поступают в Гонконг из Индонезии, Малайзии, Филиппин и Таиланда. Также в городе популярны суп из акульих плавников, сладкий суп с тофу и желе из черепахи, которое варят из нижней части панциря. Популярной закуской является вонючий тофу, который в уличных киосках поджаривают во фритюре и подают с соевым соусом.
Большим разнообразием отличаются лоумэй — блюда, тушёные в соусе лоу (основными его компонентами являются вода, соевый соус, сахар, рисовое вино, лук, чеснок, бадьян, сушёная цедра, кассия, имбирь, сычуаньский перец и сушёные грибы). Лоумэй готовят из говядины, свинины, утки, курицы, а также из отдельных частей или потрохов (в том числе из куриных крылышек, утиных лапок, свиных ушей и языков, рыбьих и говяжьих потрохов) с добавлением тофу, водорослей, пряных яиц или свиной крови. Подают блюдо холодным или горячим: холодный лоумэй перед подачей поливают горячим соусом, в котором тушилось блюдо; горячий лоумэй подают в горшочке, в котором блюдо готовилось.
Гонконгские «люди в лодках» (даньцзя или танка) издавна были известны приготовлением блюд из рыбы и морепродуктов. От их своеобразной кухни в местных ресторанах сохранился очень популярный рецепт пряных «крабов из укрытий от тайфунов», которых готовят в воках с добавлением чеснока, красного перца чили, зелёного лука и чёрной фасоли. Другим популярным блюдом являются оранжевые каракатицы или оранжевые кальмары, чей цвет достигается с помощью пищевого красителя. Маленькие хрустящие кусочки каракатицы или кальмара подают с чёрным солоноватым соевым дипом. Также в рыбных ресторанах Гонконга готовят каменных окуней и гнёзда морепродуктов — хрустящие съедобные «гнёзда» из жареного таро или лапши, заполненные морскими гребешками, кальмарами, креветками и рыбным филе без косточек. Перед подачей в морепродукты добавляют соломенные грибы, сельдерей, горох, листья салата и поливают блюдо устричным соусом и лимонным соком.
Рыбные шарики
Рыбные шарики юйвань (также известны как «рыбьи яйца»), которые готовят из рыбной пасты, бывают жёлтыми, белыми и золотыми. Маленькие жёлтые шарики делают из самой дешёвой рыбы и муки, маринуют в пряном соусе карри, обжаривают во фритюре и продают на улице нанизанными на бамбуковый шампур. Большие белые шарики делают из более дорогой свежей рыбы и подают в рыбных ресторанах с лапшой и супом, они имеют упругую текстуру и насыщенный вкус. Реже встречаются большие золотые шарики, которые подают с соусом карри. Также сырые рыбные шарики подают в ресторанах «хот-пот», где их опускают в кипящий бульон. Наиболее широко в рыбной пасте используют лобанов и щукорылых угрей, реже — ящероголовых и горбылёвых рыб из материкового Китая. К рыбным шарикам близки шарики из каракатиц, осьминогов, креветок и ящериц. Также во многих гонконгских ресторанах подают рыбные цзяоцзы, рыбные котлеты, жаренные во фритюре, и рыбную кожу.
Среди кантонской выпечки в Гонконге популярен пирог возлюбленной или «пирог жены». Он имеет тонкую корку слоёного теста, а внутри находится начинка из восковой тыквы, миндальной пасты, кунжута и смеси пяти специй (аниса, гвоздики, кассии, сычуаньского перца и фенхеля). Также в Гонконге очень популярны сладкие хрустящие ананасовые булочки или болобау, которые запивают чаем с молоком, и пушистые булочки с пастой из семян лотоса. Они готовятся методом тушения измельчённых сушёных семян с добавлением карамелизованного сахара, растительного масла и яичных желтков. Кроме булочек с семенами лотоса, эту пасту добавляют также в пряники юэбин, баоцзы и сладкие димсамы (юэбины, или «лунные пряники», являются самым популярным десертом на празднике середины осени). Другими популярными начинками для выпечки служат красная бобовая паста, белая бобовая паста, чёрная соевая паста, чёрная кунжутовая паста и мунговая паста.
Во многих чайных Гонконга подают маленькие хрустящие чиньтёй или «сезамовые шарики». Их готовят из клейкой рисовой муки, сверху обильно посыпают белыми и чёрными семенами кунжута и жарят во фритюре. Сочной начинкой чинтёй служат разновидности сладких паст — паста из семян лотоса, чёрная или красная бобовая паста.
Особым деликатесом считаются небольшие «мисочные пудинги», которые готовят из клейкой рисовой муки на пару в фарфоровых мисках (также в состав теста входят белый или коричневый сахар, иногда красная фасоль). Среди десертов выделяется травяное желе, которое готовят из китайской разновидности мяты. При подаче кубики желе охлаждают, посыпают фруктами, а также поливают сгущённым молоком или сахарным сиропом (иногда травяное желе добавляют в напитки, например в чай с шариками).

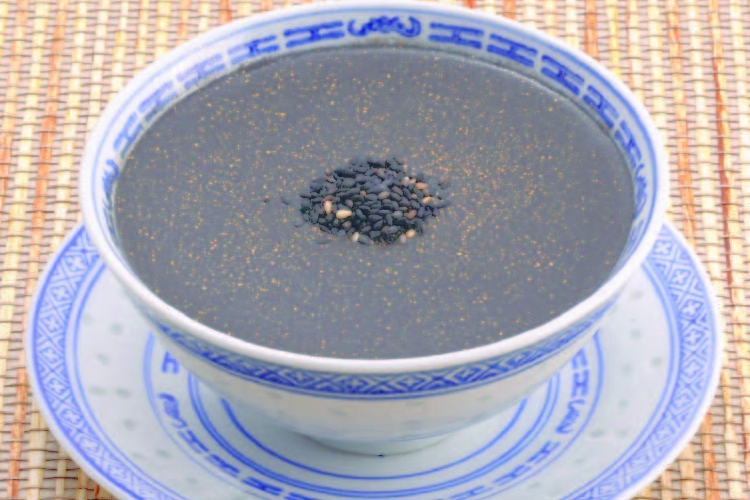
«Чёрный» тунсуй с кунжутной пастой

Наиболее распространённым в Гонконге видом десерта является тунсуй, или «сахарная вода». Это собирательный термин для большого числа вариаций тёплых сладких супов, пудингов и густых заварных кремов, которые подают в качестве жидкого десерта в конце трапезы. Разнообразие тунсуй настолько велико, что в Гонконге даже существуют отдельные магазины, продающие исключительно этот десерт.
Существуют вязкий чёрный кунжутный суп, который готовят из семян кунжута, риса и сахара; красный фасолевый суп хундоутан, который готовят из адзуки, риса, сушёной кожицы мандарина, семян лотоса и сахара; саговый суп (он же саймайлоу или пудинг из тапиоки), который готовят из саго, кокосового молока и сгущённого молока; бататовый суп, который готовят из батата, имбиря и сахара; яичный тунсуй, который готовят из яиц и сахара; сладкий суп с кудзу; сладкий суп куйлингао (или «черепаховое желе»), который готовят из панциря «золотомонетной» черепахи и корней смилакса; сладкий суп сюткап, который готовят из сушёных фаллопиевых труб лягушек. Часто в тунсуй добавляют шарики танъюань и различные травы для аромата. Почти все тунсуй подают горячими. Многие виды тунсуй продаются в супермаркетах в качестве полуфабрикатов в порошковой форме (обычно их заливают горячей водой и дают загустеть до нужной кондиции).

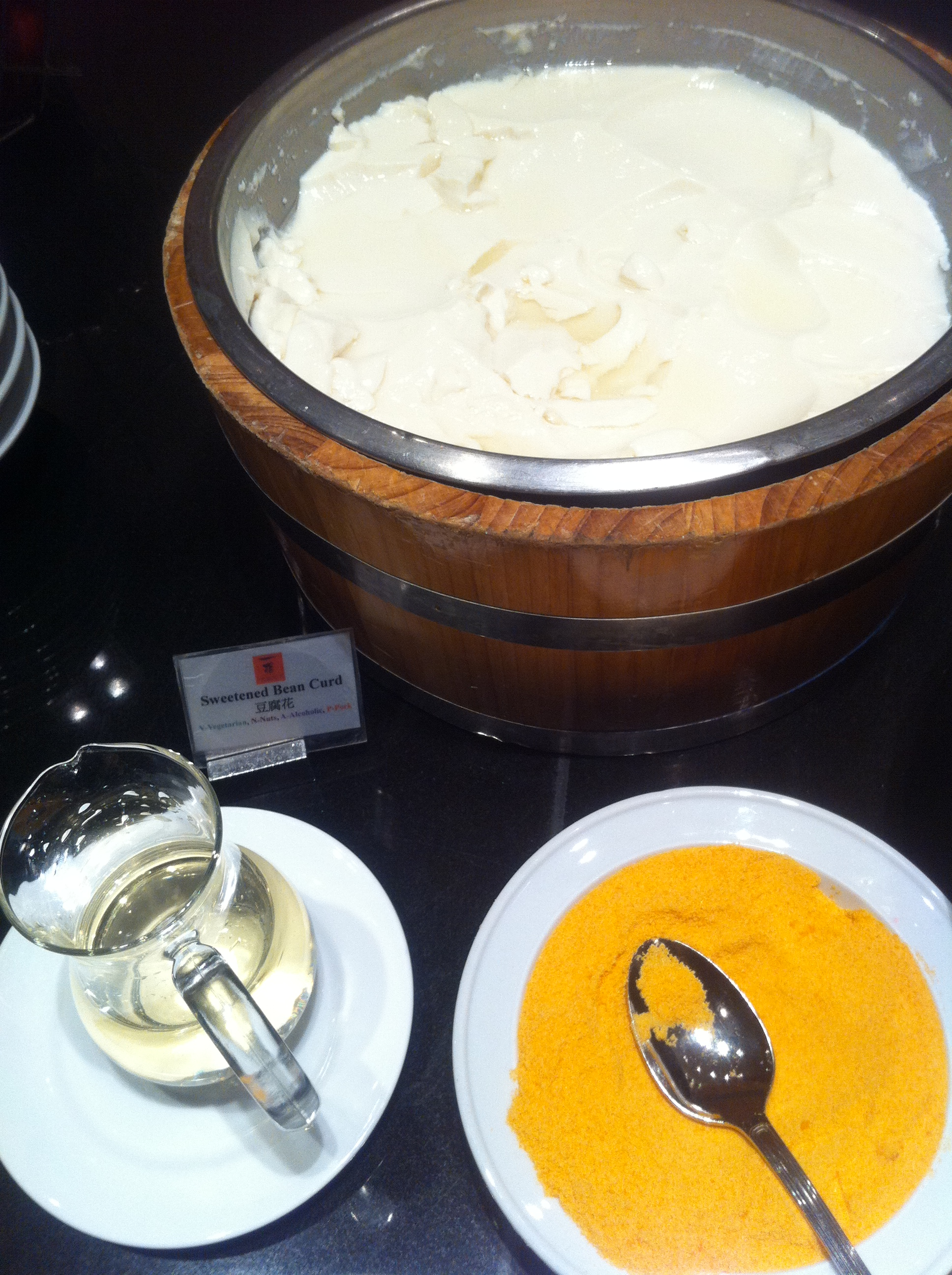
Соевый пудинг с жёлтым сахаром

Популярным десертом является доухуа (по-кантонски тоуфухуа), или «соевый пудинг». В Гонконге очень мягкий тофу поливают сладким имбирным сиропом, сахарным сиропом, чёрной бобовой пастой или кокосовым молоком. Во время утреннего димсама йогуртообразный пудинг подают в керамической мисочке или специальном деревянном ведёрце с крышкой. Похожим по текстуре кантонским десертом является имбирный молочный творог, который варят на медленном огне, смешивая подслащённое буйволиное молоко с имбирным соком. Пряный горячий «имбирный пудинг» особенно популярен зимой или в холодное время суток.
Среди десертов уличной кухни выделяются маленькие яичные пирожки и яичные вафли. Жареные пирожки получаются хрустящими сверху и пористыми изнутри и служат популярной закуской. Яичные вафли (по-кантонски кайтанчай) готовятся на уличных жаровнях из жидкого теста, залитого в специальные формы. Их подают горячими, с фруктами, ягодами, арахисовым маслом, кокосом или шоколадом.
Среди напитков особое место в Гонконге занимает чай, употребление которого сопровождается рядом церемоний и традиций. Популярностью пользуются зелёный и белый чай, в том числе сорт пуэр, а также жасминовый и хризантемовый чай. Встречаются заведения, где чай варится в больших чанах, а затем процеживается в чайники через фильтр, похожий на носок. Гостям такой «носочный чай» подают со сгущённым молоком горячим либо холодным, в зависимости от сезона. К чаю предлагаются булочки со сладкой или мясной начинкой. Отдельную категорию составляют так называемые «тайваньские чаи» — чай с шариками и «медовый зелёный чай».
Среди старшего поколения популярностью пользуется так называемый «шелковичный чай» (Mulberry Mistletoe tea), которому приписывают целебные свойства при ревматизме и болезнях почек. К травяному чаю из Taxillus chinensis (растение семейства ремнецветниковые) добавляют семена лотоса и подают со сладким бисквитом. В целом в Гонконге популярны китайские травяные чаи, которые широко распространены в традиционной китайской медицине и употребляются преимущественно охлаждёнными.

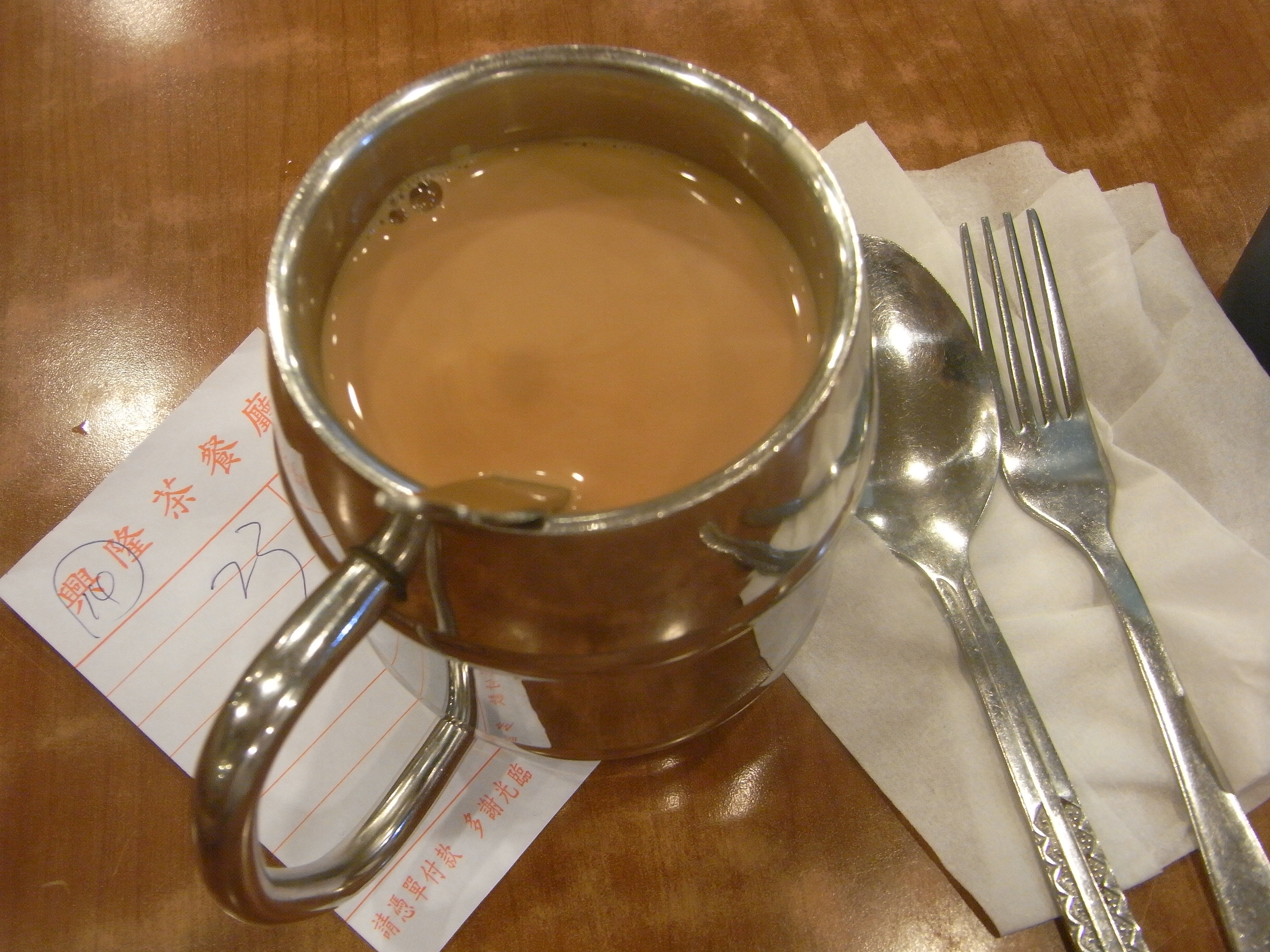
Чай с молоком по-гонконгски

Однако самым популярным остаётся чай с молоком по-гонконгски (консикнаайчха). Обычно его делают из чёрного чая и сгущённого молока и употребляют после обеда. Хотя этот напиток имеет местное происхождение, он родился в результате синтеза китайской и британской чайных культур. Британская традиция послеобеденного чаепития стала популярной в Гонконге, но местные жители заменили обычное молоко сгущённым. В отличие от просто «китайского чая» (茶), этот называется «молочный чай» (奶茶).
Как правило, для гонконгского чая с молоком используют смесь нескольких сортов чёрного или зелёного чая, например, пуэра с цейлонским (пропорция обычно является «коммерческой тайной» каждого конкретного заведения). В некоторых ресторанах к сгущённому молоку добавляют соевое масло. Нередко чайную заварку фильтруют таким же способом, как и «носочный чай» (большинство заведений используют для этого ткань, некоторые — сито). Обычно чай подают в керамической или железной чашке, холодный напиток «на вынос» наливают в пластиковый или бумажный стакан с добавлением кубиков льда. Охлаждённый чай с молоком в алюминиевых банках или пластиковых бутылках продаётся во многих магазинах и супермаркетах Гонконга.
Кроме чая, травяных и цветочных напитков, во многих заведениях Гонконга готовят напиток юньён — смесь кофе, чая и сгущённого молока, которую в зависимости от сезона подают горячей или холодной. Среди других безалкогольных напитков популярны соевое молоко и его производные (питьевой соевый йогурт и молочные коктейли с различными добавками), сок сахарного тростника, лимонады, сладкие напитки на основе сахара-кандиса или сиропа, а также красный бобовый лёд — напиток из бобов адзуки, сахарного сиропа и сгущённого молока (летом к нему добавляют шарики мороженого или фруктовое желе). Соевое молоко потребляется как горячим, так и холодным, его можно приобрести во всех кафе или бутилированным в магазинах. Среди крепких алкогольных напитков наибольшей популярностью пользуется байцзю, особенно производства Kweichow Moutai и Wuliangye Yibin.

### Региональные кухни

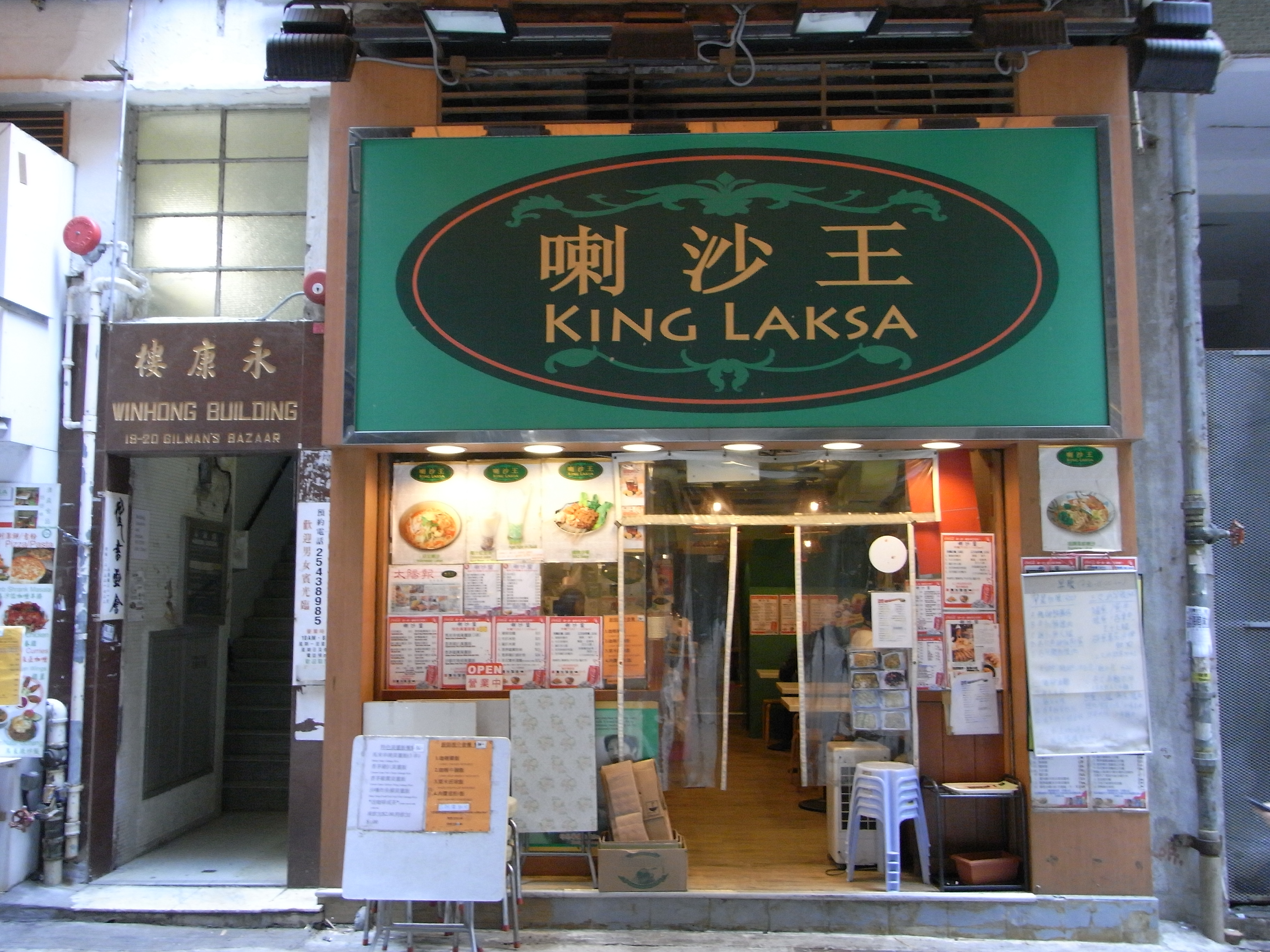
Гонконгский ресторан, где готовят лаксу

К кантонской кухне, которая является «базовой» для Гонконга, близки местные вариации кухни хакка, пекинской, шанхайской, фуцзяньской, чаошаньской и сычуаньской кухонь. Особое место занимает кухня китайцев Юго-Восточной Азии, в частности, таиландских, малайзийских, индонезийских, сингапурских, филиппинских и вьетнамских хуацяо. В результате экономических потрясений и антикитайских погромов многие хуацяо бежали в Гонконг, принося с собой и элементы местной кухни. Например, малайзийские вариации супа с лапшой лакса широко представлены в фуцзяньских и других ресторанах Гонконга.
В 1950—1960-х годах в Гонконге осела волна китайцев из Юго-Восточной Азии, многие из которых открыли собственные рестораны и закусочные. В обиход жителей колонии прочно вошли курица с рисом по-хайнаньски, жареная вермишель по-сингапурски, жареная рисовая лапша чхаукуотиу в остром соусе, жёлтая рисовая лапша с соусом карри (карри-ми) и говяжьи сатай. Со временем многие малайско-сингапурские и индонезийские блюда приобрели ярко выраженные кантонские черты.
В кухне хакка свинина является наиболее распространённым мясом, часто используются сушёные и консервированные ингредиенты. Среди хакка Новых Территорий широко распространены запечённая с солью курица и блюдо пунчой («большая миска» или «китайская кастрюля»). По праздникам в окружённых стеной деревнях хакка в больших чанах тушат мясо, морепродукты и овощи, которые затем подаются на общий стол (если присутствуют важные гости, то мяса и морепродуктов кладут побольше, а овощей поменьше). Трапеза отличается демократичностью: за столом все равны, независимо от социального статуса, нет сложного этикета, любой гость может присоединиться.
В состав пунчой входят свинина, говядина, курятина, утиное мясо, морские ушки, трепанги, крабы, кальмары, акульи плавники, рыбные шарики, свежие и сушёные креветки, сушёный угорь, рыбьи потроха, свиная кожа, женьшень, белая редька, сушёные грибы, тофу, бобовая паста, яйца и лапша. Готовка начинается рано утром и длится не менее 10 часов. Рецепт каждой деревни держится в секрете и не разглашается чужакам. После подачи гости палочками едят слой за слоем, выложенные горкой в большой металлической или керамической миске (начинают сверху и опускаются к низу, заполненному соусом). Существуют вегетарианские пунчой, которые готовят на буддийские праздники. Став популярным, пунчой с сельских праздников перекочевал во многие рестораны Гонконга (его подают преимущественно в холодный сезон).
Пунчой
Для ресторанов пекинской кухни характерны разнообразие и сложность блюд, однако на приготовление экзотических блюд уходит много времени. Самыми известными в Гонконге блюдами пекинской кухни являются утка по-пекински и кисло-острый суп. В состав последнего входят мясной бульон с добавлением свиной крови и соевого соуса, гриб «деревянное ухо», почки лилейника, молодые побеги бамбука, тофу, красный или белый перец и винный уксус (перец в супе отвечает за «острое», а уксус — за «кислое»).
Коронными блюдами шанхайской кухни являются баоцзы (прежде всего сяолунбао и шэнцзяньбао), а также шанхайский волосатый краб, тушёная свинина в коричневом соусе, свиной суп яньдусянь, вонючий тофу и столетнее яйцо. Среди блюд фуцзяньской кухни в Гонконге популярны суп из акульих плавников Будда, перепрыгивающий через стену, суп с лапшой баньмянь, бульон со свиным ребром баккуттэ, острый устричный омлет, блинчики с начинкой попиа и тушёная курица в красном вине по-фуцзяньски.

### Буддийская кухня
В Гонконге много буддистов, поэтому здесь широко распространена буддийская кухня (несмотря на название, она популярна и среди людей, не исповедующих буддизм). Эта кухня исключительно вегетарианская и использует соответствующие ингредиенты — тофу, фучжу, сейтан, съедобные грибы и другие компоненты растительного происхождения. Вегетарианские блюда, как составная часть местной кантонской кухни, делают акцент на замене мяса такими продуктами, которые внешне и на вкус максимально приближены к мясу, воссоздают его текстуру. Часто это достигается при помощи поджаренных во фритюре клейковины и соевого творога, а также различных пряных соусов. Даже любители мяса нередко наслаждаются буддийской кухней, которую подают во многих храмах и монастырях. К буддийской кухне весьма приближена вегетарианская кухня местных даосов.

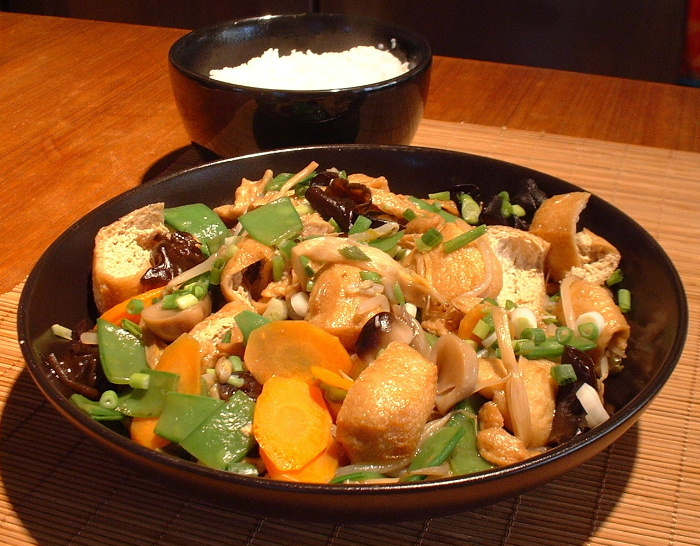
«Восхищение Будды»

Среди блюд буддийской кухни популярны пшеничные булочки маньтоу, которые готовятся на пару, и вегетарианское блюдо люоханьчжай («Восхищение Будды»), которое состоит из различных овощей и грибов (иногда с добавлением морепродуктов и яиц). Люоханьчжай готовится на соевом соусе с приправами. Обычно используют не менее 10 ингредиентов, но иногда встречаются блюда с 18 и даже 35 ингредиентами.
В Гонконге для приготовления люоханьчжай в ресторанах или храмах как правило используют стеклянную лапшу, маринованный тофу, фучжу, сладкий бобовый творог тяньсуаньчжай, бамбуковый гриб, шиитаке, иудино ухо, морковь, пекинскую капусту, горох, водяной орех, стрелолист, бамбуковые побеги, почки лилейника, орехи гинкго, арахис, семена лотоса и носток войлочный. Поскольку рецепт блюда варьируется от повара к повару и от семьи к семье, состав ингредиентов всегда меняется. Реже в люоханьчжай кладут проросшие бобы, молодое зерно, бок-чой, цветную капусту, сельдерей, картофель, рахисы папоротника орляка, красный китайский финик, лотос орехоносный, морскую капусту, бутоны василька, соломенный гриб, устричный гриб, трихолому, ухо облака, тремеллу, сушеные устрицы, креветки и перепелиные яйца. Приправляют люоханьчжай чесноком, имбирём, солью, сахаром, крахмалом, арахисовым и кунжутным маслом, «жёлтым вином» хуанцзю, устричным и соевым соусом.
Некантонские варианты буддийской кухни (шанхайская вегетарианская традиция, японская сёдзин рёри, корейский, вьетнамский и тайский вегетарианские стили) редко встречаются в Гонконге, они представлены лишь в нескольких храмах и ресторанах. По сравнению с кантонским стилем вегетарианской кухни эти блюда менее маслянистые, в них чаще используются свежие овощи и молодые побеги бамбука. Широкий выбор вегетарианских блюд есть во многих ресторанах индийской, непальской и ланкийской кухонь, но чаще всего они являются частью смешанного меню.

## Другие азиатские кухни

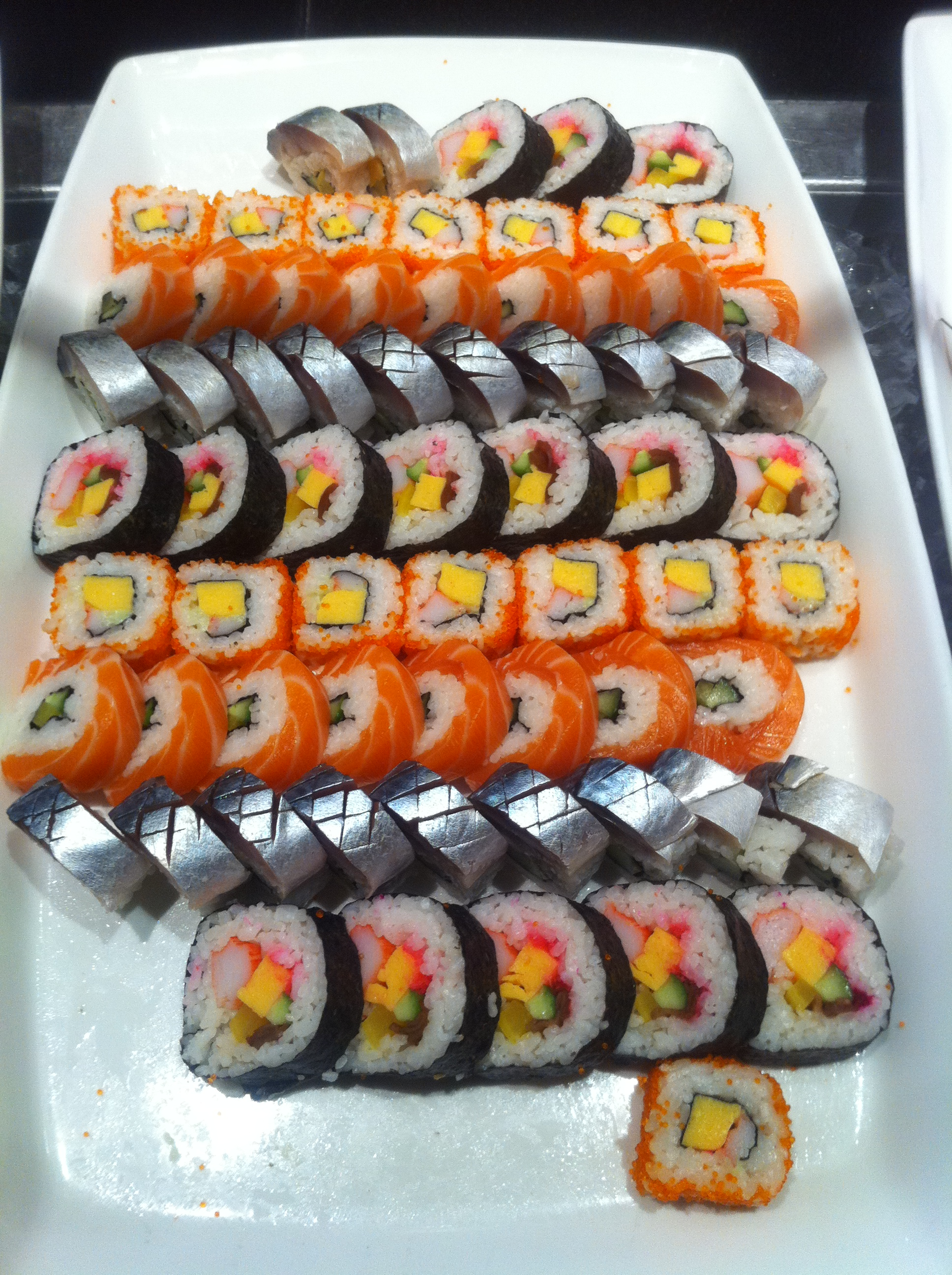
Суши в одном из отелей Гонконга

Большой популярностью в Гонконге пользуются индонезийские сатай, которые подают как в уличных закусочных, так и в дорогих ресторанах. Миниатюрные шашлычки на деревянных шпажках готовят из маринованной свинины, курицы, утки, говядины, рыбы, морепродуктов, потрохов, тефтелей, теста с различными начинками, овощей, тофу и яиц. Сатай, приготовленные на мангале, могут быть острыми, кисловатыми, пряными и даже сладковатыми, их подают с различными вариациями соевого, арахисового или рыбного соусов. Распространению сатай во многом способствовало наличие в Гонконге больших индонезийской и филиппинской диаспор.
Тайская кухня, более пряная и острая, чем кантонская, наиболее широко представлена в тайском квартале в округе Коулун-Сити. В здешних тайских ресторанах и продуктовых магазинах продают сатай, лапшу, рис с креветками или курицей, карри, острые салаты с перцем чили и лемонграссом, салат с кусочками свиной шеи, политый соком лайма и посыпанный кориандром, суп том-ям, тайские сашими с креветками, чесноком и соусом чили, тайские сладости ханом. Среди блюд японской кухни в Гонконге распространены суши, сашими, рамэн, соба, удон, тонкацу, кацудон, жаренные во фритюре устрицы и креветки, среди напитков — саке и японские сорта пива.
Индийская кухня представлена в Гонконге охлаждённым манговым пудингом, хотя в городе он считается традиционным британским десертом и подаётся в китайских ресторанах во время утреннего димсама. Пудинг состоит из агара или желатина, манго, сгущённого молока и сахара, часто его делают в форме золотой рыбки или кои, что символизирует удачу. Молочный манговый пудинг подают с манговым пюре, манговым мороженым, кусочками свежего манго и киви. Во многих из индийских ресторанов, которых в Гонконге более ста, подают курицу карри — курятину, тушенную в томатном соусе с луком, чесноком, имбирём, манговым чатни, перцем чили, куркумой, тмином, кориандром, корицей и кардамоном.
У многочисленной общины выходцев из Южной Азии, проживающей в Гонконге, более популярны североиндийская, непальская и пакистанская кухня, блюда тамильской, ланкийской и бенгальской кухни встречаются значительно реже. Кроме вышеперечисленных блюд в ресторанах часто встречаются бирьяни, тхали, чатни, говядина карри с лепёшкой наан, говяжий шами-кебаб, цыплята тандури, курица тикка масала, кадхи, сладкие булочки чурма и чечевичные булочки дал-баати.

## Европейская кухня

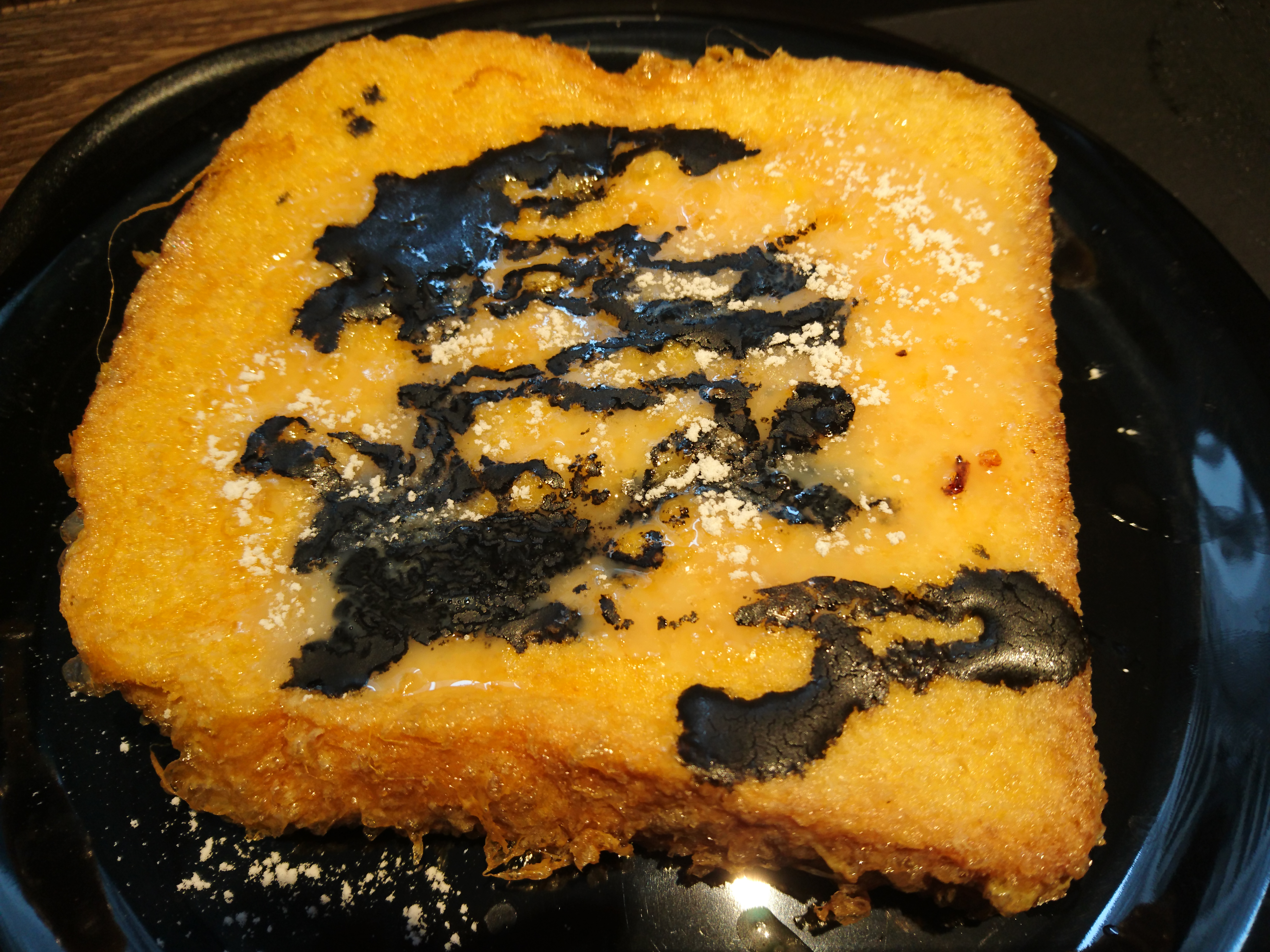
Гонконгский вариант французского тоста

Европейская или западная кухня представлена в Гонконге британскими, средиземноморскими, американскими и другими кулинарными традициями, но все они не распространены в своём классическом, «чистом» виде, а готовятся с местной спецификой.
В Гонконге популярны небольшие пекарни, в которых готовят сдобную выпечку, пончики, вафли, круасаны и особенно яичные тарты с заварным кремом (вариация португальских паштел-де-ната, которые попали в Гонконг из довоенного Кантона и соседнего Макао). Слоёное тесто классических тартов делается на масле, но в Гонконге нередко используют и свиное сало. Во многих кафе и ресторанах популярен «британский» послеобеденный чёрный чай, который подают со сгущённым молоком (для традиционных чаепитий используют цейлонский либо дарджилингский чай, реже — китайские сорта пуэр, улун и дяньхун).
Гонконгский вариант французских тостов (西多士) традиционно подают со сливочным маслом в сочетании с арахисовым маслом, кокосовым джемом, чёрной кунжутной пастой, золотым сиропом или мёдом. Таким образом, поджаренный во фритюре нарезанный хлеб, опущенный во взбитое яйцо, приобретает нужную комбинацию вкусов и текстур: сладкий и острый, мягкий и хрустящий. Среди сэндвичей популярны сэндвичи с воздушной яичницей-болтуньей. Гонконгский вариант чизбургеров подают с котлетой, плавленным сыром, кетчупом, майонезом и сладковатым маслом.
В Гонконге много стейк-хаусов (ресторанов, где готовят стейки), но лишь часть из них сохраняет западные традиции барбекю, в то время как большинство заведений маринуют и жарят мясо согласно местным вкусам. Преобладает жарка на сковороде или противне, лишь немногие стейк-хаусы имеют жаровни с решёткой над углями. Стейки «старой школы» получаются нежными и сочными, их подают с овощами и соусами (в том числе с вустерским). В меню многих стейк-хаусов присутствуют рыба на гриле и острые крылышки Буффало.
Супы западной рецептуры также готовятся с сильным кантонским «акцентом»: в них повсеместно добавляют соевый соус, поджаренное в воке спагетти с мясным соусом, тонкие полоски ветчины. С супом подают сладкие булочки или салат с креветками и фруктами, который идёт с ложкой холодного соуса, имитирующего майонез. Светлый бульон с макаронами принято есть с яичницей, колбасой и ветчиной. Среди десертов популярны мороженое с различными сиропами и сладкое молоко с апельсиновым желе.
Из сетевых ресторанов быстрого питания в Гонконге представлены американские McDonald’s, Burger King, KFC, Pizza Hut и Subway, которые готовят гамбургеры, сэндвичи, хот-доги, жареную курицу, картофель фри и пиццу. Также в городе широко представлены местные сети фастфудов Café de Coral и Fairwood, предлагающие блюда как китайской, так и западной кухни. Ресторанно-пищевой группе Maxim’s принадлежит несколько сетей быстрого питания западного стиля, в том числе Maxim’s Express и Can-Teen, а также доля в сети кофеен Starbucks. Фастфуды расположены преимущественно на оживлённых торговых улицах и в фуд-кортах торговых центров. Меню представляет собой смесь кантонских, азиатских и западных блюд. Например, в таких заведениях популярны кайлан с устричным соусом, тонкацу или обжаренный рис со свиной отбивной.
В многочисленных итальянских ресторанах готовят спагетти с телятиной или венскими сосисками, ризотто, рисовые или классические лазаньи, сальтимбокку, среди закусок популярна антипасто, среди десертов — тирамису. Французские рестораны подают киш с мясной или рыбной начинкой, жареную утиную грудку и филе-миньон, сеть Délifrance предлагает выпечку и сэндвичи во «французском стиле». Изначально французский десерт «крем-брюле» в Гонконге трансформировался в пудинг (боудинь). Британским следом считаются популярные кремовые булочки, кремовые рожки и сладкие булочки (их готовят с масляным кремом или взбитыми сливками внутри и кокосовой стружкой снаружи), а также различные вариации овальных, сферических и продолговатых пончиков. К американской кухне относятся говяжьи стейки с картофельным пюре, острые куриные крылышки, клэм-чаудер и сладкий попкорн. Среди европейских алкогольных напитков в Гонконге широко представлены французские, итальянские и испанские вина, коньяк, пиво марок Tsingtao, Carlsberg и Heineken, среди прохладительных и других безалкогольных напитков — кола, Horlicks, Ovaltine, холодный кофе, фраппучино, эспрессо, сифонный кофе и смузи. Крупнейшими сетями кофеен в Гонконге являются Pacific Coffee, Starbucks и UCC.
Имеют в Гонконге свои давние традиции украинская и русская кухни. Шанхайцы, бежавшие в Гонконг в 1949 году, познакомили местных жителей с борщом и котлетой по-киевски. Эти блюда долгое время присутствовали в меню почти всех ресторанов западной кухни. Шанхайцы, в свою очередь, переняли эти блюда у белоэмигрантов, осевших в Шанхае в 1920-х годах. Наплыв шанхайцев, которые, кроме славянских блюд, принесли в Гонконг также некоторые американские, французские и итальянские кулинарные традиции, породил в колонии такое явление, как «западная еда в соевом соусе» (сияусайчань, то есть смесь европейского и китайского гастрономических стилей).

## Кулинарные кластеры
Многие кулинарные улицы или кварталы специализируются на определённой кухне или блюде. Местные жители точно знают, где в их районе лучшие лапша, димсам или жаренная утка. Главными ресторанными районами Гонконга являются Козуэй-Бей, Сентрал (особенно кварталы Ланькуайфон и Сохо), Стэнли, Чимсачёй и Коулун-Сити. Рыбными ресторанами славятся Абердин (особенно район рыбного рынка), Сайкун (особенно набережная Сифуд-стрит), Соукуньват (особенно Голд-Кост), Лауфаусань и Яутхон (особенно Лэйюмунь), а также острова Ламма (включая Тайоу, Соккувань и Дискавери-Бей) и Чхёнчау.
Наибольшая концентрация пабов и баров имеется на улицах Ланькуайфон, Д`Агуилар-стрит, Голливуд-роуд, Стар-стрит, Куинс-роуд Ист, Локхарт-роуд и Яффе-роуд, в квартале Сохо-Ист (район Сайваньхо), на улицах Кантон-роуд, Эшли-роуд и Натсфорд-террас, вокруг станции метро Принц Эдуард в районе Вонкок и вдоль набережной района Чимсачёй-Ист.
Существуют и этнические кулинарные анклавы, в которых преобладают рестораны и закусочные определённой этнической кухни. Например, японская община сконцентрирована в районе Хунхам округа Коулун-Сити. На пешеходной улице Сункит-стрит (англ. Sung Kit Street), также известной как «Джапан-стрит», расположены японские рестораны и магазины, которые славятся на весь Гонконг своими суши, сашими и другими блюдами с морепродуктами (морские ежи, полурыловые, сардины и ставриды).
В районе Чимсачёй между улицами Кимберли-роуд (англ. Kimberley Road) и Кимберли-стрит (англ. Kimberley Street) расположен так называемый «корейский квартал» (англ. Korean Street или англ. Little Korea). Здесь базируется множество корейских ресторанов и продуктовых магазинов. Среди традиционных блюд и товаров, которые продаются в них, — пулькоги, самгёпсаль, пибимпап, приправы, соусы, напитки (главным образом соджу и пиво), кулинарные полуфабрикаты (лапша, кимбап и кимчхи).
Так называемый «тайский квартал» (англ. Little Thailand или англ. Thai Town) расположен в округе Коулун-Сити, где вокруг местного рынка находится множество ресторанов и закусочных тайской кухни. На улице Саут-Уолл-роуд (англ. South Wall Road) сконцентрированы тайские магазины продуктов, рестораны и закусочные, где продают специи, приправы, овощи, фрукты, сладости, расфасованные порции карри, салатов, сладкого и клейкого риса с соусами. В ресторанах популярны том-ям, пряные куриные салаты, жареные на углях кальмары с острым соусом, блюда из клейкого риса с морепродуктами, различные вариации лапши и корня лотоса (особенно пад-тай).

## Заведения общепита

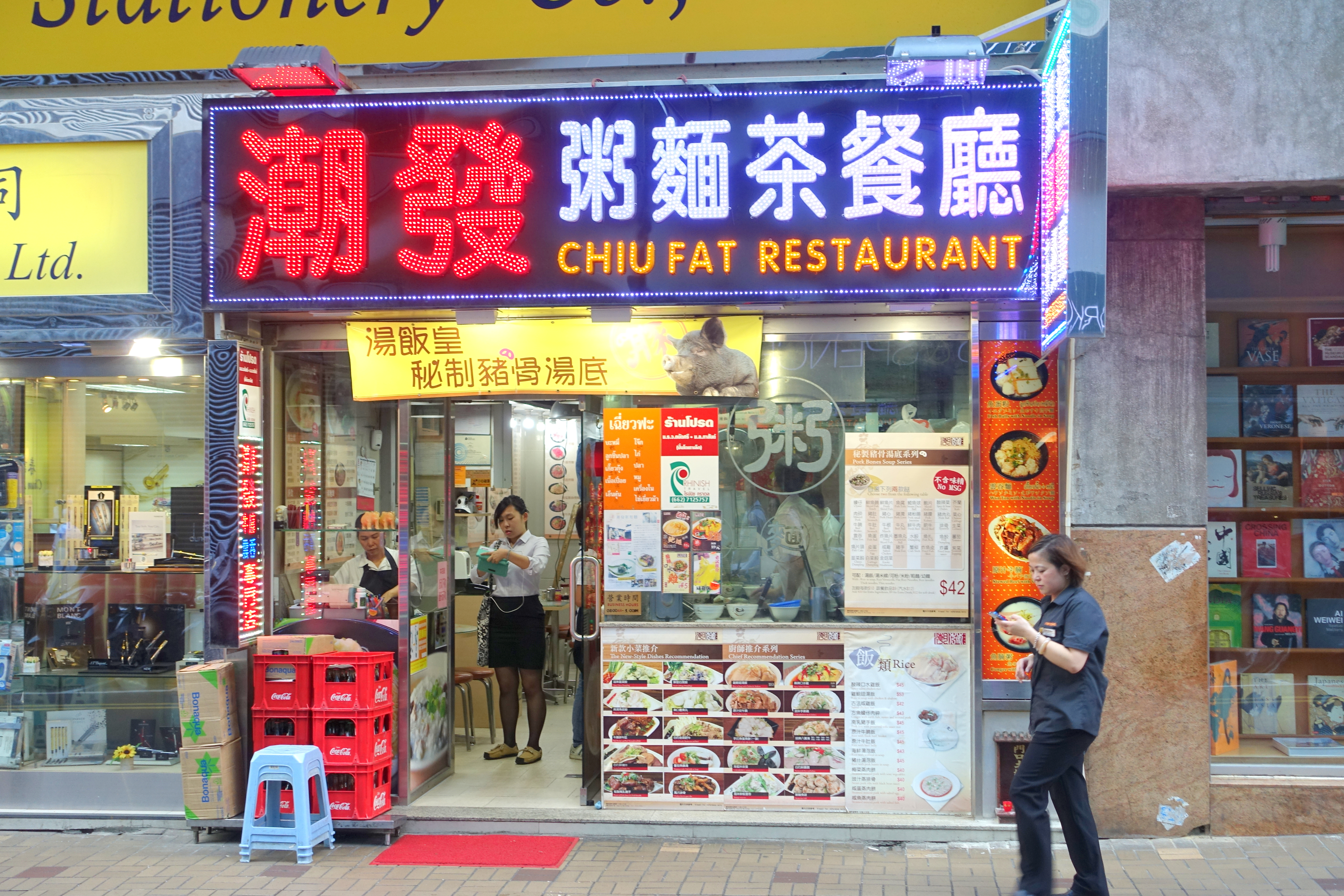
Типичная забегаловка на несколько столиков в районе Чимсачёй

В Гонконге широко представлены все форматы общественного питания, от уличных забегаловок до ресторанов с мишленовскими звёздами. Именно Гонконг стал первым городом в Китае и вторым в Азии, рестораны которого были отмечены звёздами Мишлен, причём эту престижную награду имеют не только шикарные заведения, но и некоторые маленькие семейные ресторанчики на несколько столиков, обслуживающие бюджетную публику (по состоянию на 2016 год в Гонконге насчитывалось более 60 ресторанов, отмеченных мишленовскими звёздами). Особой популярностью пользуются чхачханьтхэны («чайные рестораны»).
Местные жители предпочитают питаться в небольших ресторанчиках, многие из которых специализируются на отдельных блюдах. Обычно такие заведения обслуживают соседние дома и офисы, в них работают члены одной семьи. Как правило, в них витрина с рекламой блюд выходит на оживлённую улицу, деревянные лавки расположены вдоль длинных столов, кухня с видом на зал или спрятанная в задней комнате, короткое меню на кантонском и английском языках, многоразовые палочки и пластиковая посуда. Несмотря на внешний аскетизм, большинство семейных ресторанчиков отличаются высоким качеством еды.
Раньше всевозможные уличные лотки и рынки были основными местами питания простых горожан, но постепенно торговля с лотков всё более регулируется, «облагораживается» и вытесняется другими формами общественного питания. Впрочем, несмотря на всё более ужесточающиеся требования касательно гигиены, расположения и внешнего вида лотков, высокая концентрация продавцов уличной еды до сих пор наблюдается в районах Вонкок, Самсёйпоу и Куньтхон. Широкий выбор блюд сохраняется на популярных ночных рынках, в частности, на Темпл-стрит и Шанхай-стрит в Коулуне, на Боурингтон-роуд в Ваньчае, в районах Сёнвань и Сёнсёй. Большинство лоточников имеют соответствующие лицензии, но некоторые работают без них и каждый раз скрываются при появлении поблизости полиции.
Уходят в прошлое ранее популярные тайпайтоны — уличные киоски или маленькие столовые, в которых еда готовится на открытом воздухе, под небольшим навесом от дождя. Как правило, кухня в них оборудована газовой плитой с воком, складные металлические или дешёвые пластиковые стулья и столики располагаются прямо на тротуаре или в проулке, оставляя узкий проход для пешеходов. Обычное меню состоит из варёного или поджаренного риса, рисового отвара, лапши, простого супа или бульона, ютяо, тостов, сэндвичей, лепёшек, яичницы с ветчиной или колбасой, жареного мяса, морепродуктов и чая, но нередко повар готовит и индивидуально. Больше всего традиционных тайпайтонов сохранилось в Центральном районе и Самсёйпоу, одни из них работают только днём, другие — только ночью, но есть и круглосуточные.
Тайпайтоны
Всё меньше становится и уличных тележек, за которыми обычно работают один или два человека. Мобильность тележек позволяет их хозяевам перемещаться по кварталу и обслуживать максимальное число клиентов. Пик популярности продовольственных тележек пришёлся на 1970—1980-е годы, после чего наступил спад, вызванный как подорожанием лицензий, так и ужесточением санитарных норм. С тележек продают рыбные шарики, сатай, путчайкоу (сладкий рисовый пудинг) и жареные каштаны. Раньше очень популярными у детей были тягучие леденцы «борода дракона», изготовляемые из белого сахара, молотого арахиса, жареного кунжута и кокоса. С виду они напоминали коконы тутового шелкопряда и продавались на каждом углу, но со временем лишь несколько лоточников сохранили это исчезающее ремесло.
Кое-где место тележек занимают современные фуд-траки, работающие в парках, скверах и возле достопримечательностей. Они продают бургеры, паровые булочки со свининой и курицей, тушёные свиные рёбрышки, хрустящие шкварки, жареных кальмаров, салаты, поджаренный рис, пельмени и клёцки с различными начинками, лапшу, яичницы и омлеты, супы с рыбными потрохами, сушёными гребешками и креветками, сладкие ананасовые булочки с кремом, мороженое с фруктами, фруктовые желе и напитки.
Поскольку Гонконг — «город, который никогда не спит», здесь широко распространены заведения для ночного перекуса (сиуюэ). Обычно это небольшая трапеза с друзьями после ужина или перекус во время ночной смены. Так как большинство гонконгских ресторанов закрывается до 23:00, любителей сиуюэ обслуживают небольшие кафе, уличные лоточники или тайпайтоны.
Дешёвые чхачханьтхэны — типичные чайные ресторанчики в гонконгском стиле, особенно многолюдные во время утреннего димсама и ямча, а также широко используемые для случайного и быстрого перекуса. По большей части их меню похоже на ассортимент блюд в тайпайтонах, но с добавлением некоторых «западных» элементов — стейков, свиных котлет, сосисок, рамэна, макарон с яичницей, тостов с маслом или французских тостов. Из напитков в них, кроме чая по-гонконгски, подают охлаждённые лимонады со сладкими сиропами, холодные или горячие напитки на основе солодового молока, подслащённого сгущённым молоком, и «красный бобовый лёд».
Заведения более высокого класса, работающие в «западном» стиле, известны как сайчан. Их меню не ориентировано на кухню какой-то конкретной страны Западного мира и приспособлено к местным вкусам (ещё этот кулинарный стиль известен как «кухня соевого соуса»). Приём пищи состоит из супа, основного блюда и десерта. Из супов популярны клэм-чаудер, кремовый суп из спаржи и борщ, из основных блюд — пожаренное в воке спагетти с мясным соусом и стейки, из десертов — мороженое, манговый пудинг или фруктовое желе.
Отдельную категорию составляют заведения быстрого питания, как международных брендов, так и местных сетей (Café de Coral и Fairwood). Посетители делают заказ и оплачивают его на кассе, затем берут поднос и подходят к линии выдачи, где получают свои блюда согласно чеку. Гонконгской особенностью фаст-фуда является то, что в этих заведениях подают супы в домашнем стиле, приготовленные на медленном огне. На вершине местной иерархии находятся большие банкетные залы и рестораны морепродуктов. В гонконгском обществе «лицо» и статус очень важны, поэтому горожане придают большое значение выбору банкетного зала для семейных торжеств или празднования карьерного роста.
Кроме кантонской кухни среди гонконгцев очень популярны японские суши, лапша и чизкейки, блюда тайской кухни, вьетнамские супы, корейское барбекю, тайваньские чай с шариками и пирожные с хрустящими слоями глазури и безе, французская высокая кухня, а также заведения с кухней фьюжн, которые нередко располагаются в роскошных отелях. Гонконг очень подвержен различным кулинарным тенденциям и повальным увлечениям, многие из которых из разряда модных переходят в разряд культовых.
Большинство ресторанов, ориентированных на иностранных туристов, готовит и китайские, и западные блюда. Но даже западные блюда адаптированы под китайские вкусы и готовятся под существенным кантонским влиянием (например, стейки маринуют в соевом соусе и подают с жареным рисом, яйцом, горохом и чесночной подливой).

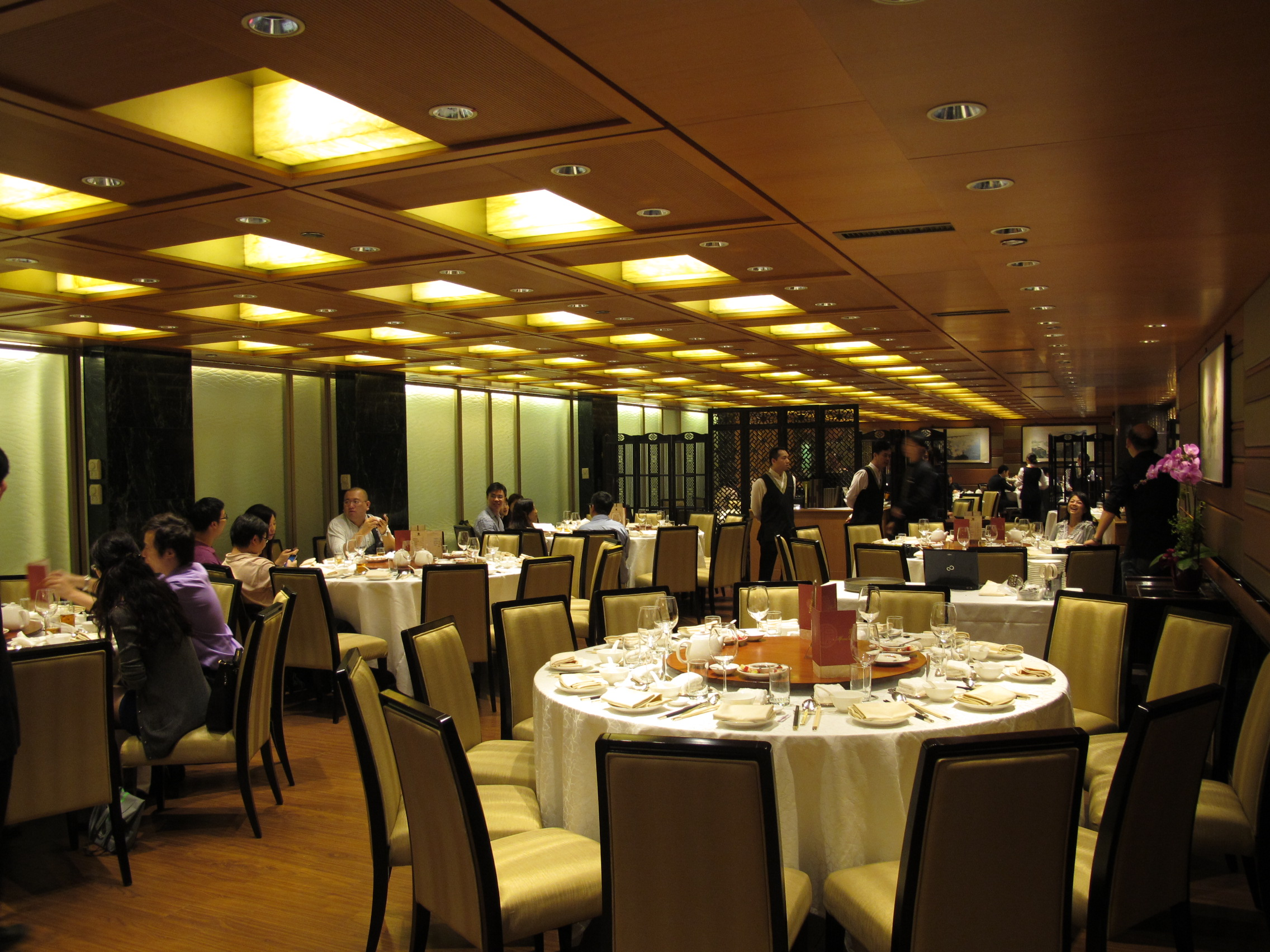
Интерьер ресторана Fook Lam Moon

Среди первоклассных ресторанов Гонконга выделяются французский ресторан Caprice, расположенный в отеле Four Seasons Hong Kong, кантонский ресторан Lung King Heen, расположенный в том же отеле, французский ресторан Pierre, открытый в отеле Mandarin Oriental шеф-поваром Пьером Ганьером, французский ресторан Amber, открытый в отеле Landmark Mandarin Oriental шеф-поваром Ричардом Эккебусом, японский ресторан Nobu, открытый в отеле InterContinental Hong Kong шеф-поваром Нобу Мацухиса, кантонский ресторан Fook Lam Moon в Ваньчае, французский ресторан L'Atelier de Joël Robuchon, расположенный в комплексе The Landmark, французский ресторан Pétrus, расположенный в отеле Island Shangri-La, китайские рестораны Ming Court в отеле Langham Place и Shang Palace в отеле Kowloon Shangri-La.
Заведения общественного питания, имеющие на входе знак QTS (Quality Tourism Services — Качественные туристические услуги), присуждаемый Гонконгским туристическим советом, отвечают основным требованиям: имеют качественную еду, хорошие гигиенические условия, качественно обслуживают клиентов, и их цены соответствуют указанным в меню.

## Комментарии
1. ↑  Китайско-малайская кухня появилась в колонии после того, как в Гонконге осела волна хуацяо, бежавших от китайских погромов в Малайзии.
2. ↑  Большинство гонконгцев работает даже в первой половине субботы, в школах также требуют присутствия в субботнее утро, поэтому рестораны остаются одними из немногих мест, где жители могут социализироваться вне работы.
3. ↑  Димсамом называют и утренний набор блюд, и изделия из тонкого теста с начинкой, и ресторан, где их подают.
4. ↑  Укрытиями от тайфунов в Гонконге называют акватории, защищённые волнорезами, в которых во время тайфунов прячутся небольшие суда, катера и лодки.
5. ↑  В Гонконге блюда, имеющие западное происхождение, но не относящиеся к конкретной стране, известны как гонконгский стиль западной кухни или канто-западная кухня.